# Erstes Kaiserreich
Erstes Kaiserreich (französisch Premier Empire) ist eine von Historikern verwendete Bezeichnung für die Periode von 1804 bis 1814 und 1815 in der Geschichte Frankreichs. Der offizielle Staatsname war Französisches Kaiserreich (französisch Empire français). Während dieser Zeit war der französische Staat staatsrechtlich eine zentralistische konstitutionelle Monarchie, wurde aber in der Praxis von Kaiser Napoleon I. weitgehend autokratisch regiert.
Die Monarchie entstand durch die am 18. Mai 1804 vom Senat fertiggestellte Verfassung des Ersten Französischen Kaiserreiches, die im November durch eine Volksabstimmung bestätigt wurde. Am 2. Dezember 1804 folgte die Kaiserkrönung Napoleons I. in der Kathedrale Notre-Dame de Paris, bei der er zum Kaiser der Franzosen (L’Empereur des Français) ausgerufen wurde. Vorausgegangen war dem der Staatsstreich des 18. Brumaire VIII Napoleons 1799.
Die Zeit des Kaiserreichs war durch militärische Siege der Grande Armée in den zahlreichen Koalitionskriegen gegen Österreich, Preußen, Russland, Portugal und deren verbündete Nationen, die beginnende Industrialisierung sowie durch soziale Reformen geprägt. Wirtschaftlich entwickelte sich das Land zu einer frühen Industrienation und nach Großbritannien zur führenden Wirtschaftsmacht Europas zu Beginn des 19. Jahrhunderts.
Durch eine aggressive Außenpolitik und den erneuten Einstieg in den überseeischen Imperialismus um 1800 wurde das französische Kaiserreich zu einer Weltmacht auf Augenhöhe mit Großbritannien. In Europa beherrschte es zu dieser Zeit große Teile des Kontinents, wobei sich der französische Einflussbereich mit dem Abschluss mehrerer Friedensverträge und Allianzen über rund ein Drittel der Welt erstreckte.
Das Territorium des Kaiserreichs erreichte mit der Annexion Kataloniens 1812 seine größte Ausdehnung. Die in West-, Mittel-, Süd- und Südosteuropa (Illyrische Provinzen) liegende Monarchie hatte eine Fläche von 860.000 km². Dazu kamen noch die ebenfalls zum Mutterland gehörenden Kolonien, mit denen das Staatsgebiet des imperialen Frankreichs, ohne seine Satellitenstaaten, rund 2.500.000 km² betrug. Auf dem Staatsgebiet lebten 1812 ungefähr 60 Millionen Menschen, wobei etwa 46 Millionen in Europa und 14 Millionen Einwohner in den Kolonien lebten. Damit war es flächenmäßig (nach Russland) der zweitgrößte und bevölkerungsmäßig der größte Staat Europas und eine führende Kolonialmacht der damaligen Zeit. Von den 60 Millionen Einwohnern behielt der Adel trotz der Französischen Revolution sein hohes Sozialprestige und konnte unter Napoleon wieder seine dominante Rolle beim Militär, in der Diplomatie und der höheren Zivilverwaltung behaupten. Durch die verschiedenen Reformen – etwa die der Justiz durch den Code civil oder die der Verwaltung – wurden die staatlichen Strukturen Frankreichs bis in die Gegenwart hinein geprägt.
Die Vormachtstellung des Französischen Kaiserreichs endete mit der katastrophalen Niederlage im Russlandfeldzug. In den darauffolgenden Befreiungskriegen kämpfte Frankreich in einem Mehrfrontenkrieg gegen die anderen Großmächte und musste große Verluste sowie den Rückzug der Grande Armée aus den besetzten und annektierten Gebieten hinnehmen. Am 11. April 1814 dankte Napoleon als Kaiser ab und ging nach Elba. Nach Geheimvorkehrungen kehrte er jedoch überraschend am 1. März 1815 von Elba zurück und übernahm erneut die Macht in Frankreich (Herrschaft der Hundert Tage). Während dieser kurzen Zeit wurde die Verfassung deutlich liberalisiert und de facto eine parlamentarische Monarchie eingeführt. Mit der Schlacht bei Waterloo 1815 wurde Napoleon jedoch endgültig gestürzt und das Kaiserreich zum zweiten und letzten Mal aufgelöst.
Das erste Französische Kaiserreich leitete trotz der militärischen Niederlage die langsame Liberalisierung Europas und das Ende des höfischen Absolutismus ein. Es verfügte mit der Grande Armée über eine der größten Streitkräfte der europäischen Geschichte.
Der Neffe Napoleon Bonapartes proklamierte sich im Staatsstreich vom 2. Dezember 1851 als Napoleon III. zum Kaiser von Frankreich und versuchte, ebenfalls eine Expansions- und Hegemonialpolitik zu betreiben. Dieses sogenannte Zweite Kaiserreich endete genauso wie das Erste in einem verlorenen Krieg, dem Deutsch-Französischen Krieg 1870/71.
Zum Teil wurde das revolutionäre Kaisertum zum Vorbild für andere Kaiserreiche wie das von Brasilien, Mexiko, China, Zentralafrika, Haiti (1804–1806) und Haiti (1849–1859).

## Vorgeschichte

Die Erstürmung der Bastille (Bild von Jean-Pierre Louis Laurent Houel, veröffentlicht 1789)

Vor der Revolution hatte seit der Zeit Ludwig XIV. der Absolutismus geherrscht, in dem alle Staatsgewalt vom König ausging. Sowohl die Bürger und Bauern (Dritter Stand) als auch der Adel (Zweiter Stand) und der Klerus (Erster Stand) hatten praktisch keine politischen Mitwirkungsrechte. Der Staat hatte große Schulden angehäuft. König Ludwig XVI. wollte dieses Defizit durch eine Steuererhöhung verringern, weswegen er im Mai 1789 die Generalstände (frz. les États generaux) einberief, die die einzige Körperschaft waren, die eine Steuererhöhung beschließen konnte.
Diese Ständeversammlung bestand aus 600 Abgeordneten des Dritten Standes und je 300 Abgeordneten von Adel und Klerus. Die Generalstände verlangten jedoch weitergehende politische Mitwirkungsrechte und die Schaffung einer Verfassung. Daher konstituierte sich im Juni 1789 die Verfassungsgebende Nationalversammlung (Konstituante). Nach anfänglichem Zögern ließ der König dies zu. Jedoch entließ er wenig später den populären Finanzminister Jacques Necker. Dies führte zu Unruhen in Paris, die schließlich im Sturm auf die Bastille gipfelten. Im September 1791 wurde die von der Konstituante ausgearbeitete Verfassung vom König angenommen, wodurch Frankreich zur Konstitutionellen Monarchie geworden war. Der König wurde jedoch beim Volk unter anderem aufgrund seines im Sommer 1791 unternommenen Fluchtversuchs nach Varennes als Verräter bezeichnet, der mit den Feinden der Revolution paktierte, denn die anderen Staaten Europas sahen die Revolution mit Skepsis und schlossen Bündnisse gegen Frankreich. Dies führte dazu, dass Frankreich im Frühjahr 1792 Österreich den Krieg erklärte, wodurch sich bis 1815 mehrere Koalitionskriege entwickelten. Im August 1792 wurde der König, der im Verdacht stand, mit den Gegnern Frankreichs zu konspirieren, gestürzt und am 21. Januar 1793 hingerichtet. Das faktische Ende des Königtums war der 10. August 1792, als Ludwig XVI. sich und seine Familie unter den Schutz der Gesetzgebenden Nationalversammlung stellte und im Temple gefangen gehalten wurde.
Die im September 1792 neu ausgerufene Erste Republik musste sowohl mit ihren äußeren als auch mit ihren inneren Feinden fertigwerden, was immer mehr ausuferte und zum Jakobinischen Terror führte. Im Sommer 1794 wurde das Jakobinerregime gestürzt und ein Jahr später die Direktoriumsverfassung erlassen. Trotz der unter anderem von Napoleon Bonaparte errungenen militärischen Erfolge kam es – auch auf Grund von Korruption in der Regierung – zu einem wirtschaftlichen Niedergang. In die Krise geriet das System durch die Bildung der Zweiten Koalition. Von jakobinisch eingestellten Abgeordneten der beiden Kammern ging daraufhin erheblicher politischer Druck aus, der im Mai und Juni zum Rücktritt von vier der fünf Direktoren führte. An die Stelle traten Emmanuel Joseph Sieyès und drei jakobinisch eingestellte Direktoren. Für Sieyes war dies allerdings nur eine Übergangslösung, zu einer wirklichen Umgestaltung der Verfassung brauchte er die Unterstützung durch das Militär. Nach verschiedenen Verhandlungen mit anderen Militärs entschied er sich nach dem begeisterten Empfang von Napoleon Bonaparte nach der ägyptischen Expedition für diesen. Am 9. und 10. November 1799 kam es zum Staatsstreich des 18. Brumaire VIII, der mit einem bevorstehenden Aufstand der Jakobiner gerechtfertigt wurde.
Nach der neuen Verfassung vom 25. Dezember 1799 wurde der erste Konsul für zehn Jahre gewählt und hatte weitreichende Vollmachten. Neben Napoléon als erstem Konsul hatten Jean-Jacques Régis de Cambacérès und Charles-François Lebrun nur beratende Funktionen. So lag das Recht zur Gesetzesinitiative beim ersten Konsul, er ernannte die Minister und die weiteren hohen Staatsbeamten. Eine starke Rolle spielte auch der Senat genannte Staatsrat. Die Legislative dagegen war relativ schwach. Sie bestand aus dem Tribunat mit 100 Mitgliedern und dem corps legislatif (gesetzgebende Körperschaft) mit 300 Mitgliedern. Während das Tribunat das Recht zur Gesetzesberatung aber nicht zur Abstimmung hatte, war die gesetzgebende Körperschaft nicht befugt zu debattieren, sondern konnte nur noch abstimmen. Die Mitglieder beider Kammern wurden im Übrigen nicht gewählt, sondern vom Senat ernannt. Eine Volksabstimmung, deren Ergebnisse freilich geschönt waren, ergab die Zustimmung der Bürger zur neuen Verfassung. Im Tribunat gab es anfangs noch zahlreiche Kritiker Napoléons, später wurden diese durch willfährige Mitglieder ersetzt. Auch die Rechte des Tribunats selbst wurden immer mehr begrenzt. Die innen- und außenpolitischen Erfolge ermöglichten es Bonaparte, gestützt auf eine Volksabstimmung, sich am 2. August 1802 zum Konsul auf Lebenszeit erklären zu lassen.

## Entwicklung

### Kaiserkrönung Napoleons I.

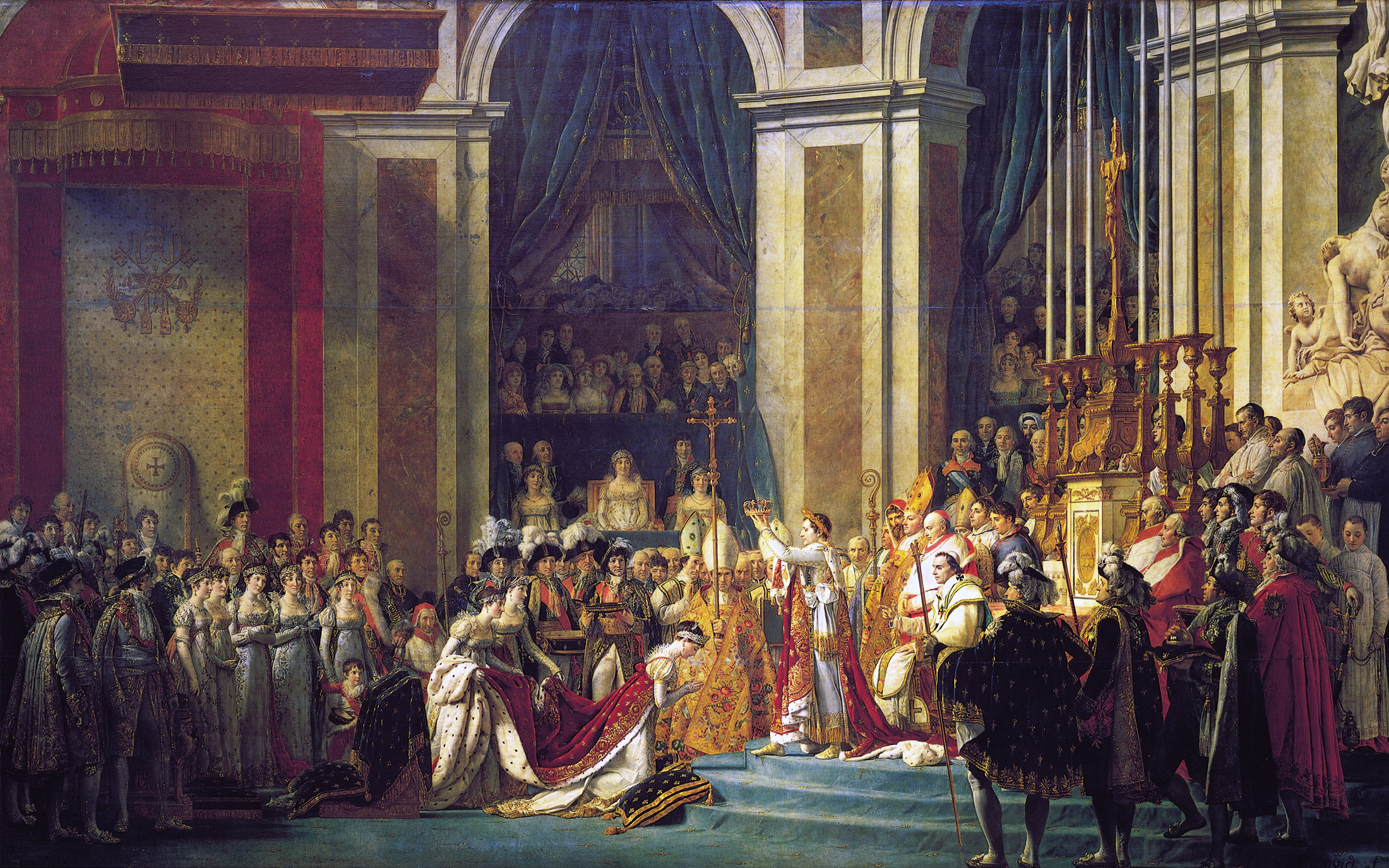
Die Krönung Napoleons in Notre Dame (1804)
(Gemälde von Jacques-Louis David 1805–1807)

Nachdem Napoleon durch eine Volksabstimmung und den Senat die Kaiserwürde angetragen worden war, krönte er sich am 2. Dezember 1804 in der Zeremonie in Anwesenheit von Pius VII. selbst in der Kathedrale Notre Dame de Paris zum Kaiser. Während die Annahme der Kaiserkrone nach innen sein Prestige weiter erhöhen sollte, war es nach außen ein Versuch, sein Regime dynastisch zu legitimieren. Gleichzeitig signalisierte der Kaisertitel jedoch den Anspruch auf die zukünftige Gestaltung Europas. Der Titel „Kaiser der Franzosen“ bedeutete, dass dieser sich letztlich als Kaiser eines Volkes und nicht eines Reiches sah. Napoleon sah sich als Volkssouverän und nicht, wie alle römischen Kaiser zuvor, als von Gott gekrönter Kaiser (Gottesgnadentum). Am 26. Mai 1805 wurde Napoleon im Mailänder Dom mit der Eisernen Krone der Langobarden zusätzlich zum König des neu geschaffenen napoleonischen Königreichs Italien gekrönt.

### Aufstieg des Kaiserreichs und Neuordnung Europas
Diese Krönungen führten zu weiteren Konflikten in den internationalen Beziehungen. Zar Alexander I. ging im April 1805 ein Bündnis mit Großbritannien ein. Ziel war es, Frankreich auf die Grenzen von 1792 zurückzuwerfen. Dem schlossen sich Österreich, Schweden und Neapel an. Nur Preußen beteiligte sich nicht an dieser Dritten Koalition. Umgekehrt traten die nach dem Reichsdeputationshauptschluss gestärkten deutschen Länder Bayern, Württemberg und Baden auf Seiten Napoleons I. in den Krieg ein. Gemäß seiner schon früher bewährten Taktik, die feindlichen Armeen voneinander zu trennen und nacheinander zu schlagen, wandte er sich zunächst gegen Österreich. Der erste Schlag traf mit einer Blitzkampagne die Österreicher in den Schlachten von Elchingen und von Ulm (25. September – 20. Oktober 1805), wo General Karl Mack von Leiberich gezwungen wurde, mit einem Teil der Armee, die anfangs 70.000 Mann stark war, zu kapitulieren. Damit stand der Grande Armée der Weg nach Wien offen: Nach kleineren Kämpfen entlang der Donau gelang den französischen Truppen am 13. November die kampflose Einnahme Wiens.
Im Anschluss lockte Napoleon die Russen und Österreicher durch geschickte Vortäuschung eigener Schwäche in die Schlacht bei Austerlitz, die er am 2. Dezember 1805 gewann. Zwar wurde die französische Flotte bei Trafalgar von Nelson am 21. Oktober 1805 vernichtend geschlagen, aber auf dem Kontinent bedeutete Austerlitz die Entscheidung. Am 26. Dezember 1805 wurde mit Österreich der Friedensvertrag von Pressburg geschlossen. Die Bedingungen waren hart. Die Habsburgermonarchie verlor Tirol und Vorarlberg an Bayern und ihre letzten italienischen Besitzungen fielen an das napoleonische Königreich Italien. Zum Dank für ihre Unterstützung wurden die Kurfürsten von Bayern und Württemberg zu Königen erhoben.
Um die Erfolge zu sichern, betrieb Napoleon I. mit den jüngeren Angehörigen seiner Familie gezielte Heiratspolitik und setzte Geschwister und Gefolgsleute als Herrscher der abhängigen Staaten ein. So wurde Joseph 1806 zunächst König von Neapel und 1808 König von Spanien, Louis wurde 1806 König von Holland. Seine Schwester Elisa wurde 1805 Fürstin von Lucca und Piombino, 1809 Großherzogin der Toskana, Pauline war vorübergehend Herzogin von Parma und darüber hinaus Herzogin von Guastalla. Caroline Bonaparte wurde als Frau von Joachim Murat 1806 Großherzogin von Berg, 1808 Königin von Neapel. Jérôme wurde 1807 König des neugeschaffenen Königreichs Westphalen. Napoleons Adoptivtochter Stéphanie de Beauharnais heiratete 1806 Erbprinz Karl von Baden und wurde 1811 Großherzogin von Baden. Einzig Napoleons Bruder Lucien, mit dem er sich überworfen hatte, ging weitgehend leer aus.

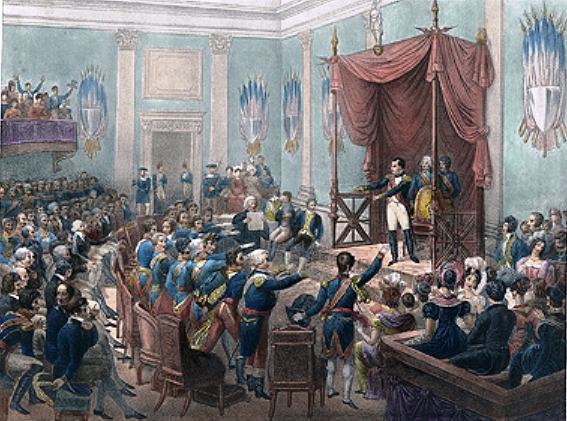
Huldigung der Rheinbundfürsten (kolorierte Lithografie von Charles Motte 1785–1836)

In Deutschland wurde am 16. Juli 1806 aus anfangs 16 Ländern der Rheinbund gegründet. Seine Mitglieder verpflichteten sich zur militärischen Unterstützung Frankreichs und zum Austritt aus dem Heiligen Römischen Reich. Protektor des Bundes – als im politischen Wortsinn Beschützer oder als eine Schutzmacht – war Napoleon I. Daraufhin legte Franz II. die Kaiserkrone des Heiligen Römischen Reiches nieder. Damit hörte das Alte Reich auf zu bestehen. Bereits zum Jahre 1808 hin gehörten fast alle deutschen Staaten außer Österreich und Preußen zum Rheinbund. Es entwickelte sich sozusagen ein „Drittes Deutschland“ ohne Österreich und Preußen (die Triasidee). Umfangreiche Zentralisierung des Staatswesens nach französischem Vorbild – im oft noch ständisch organisierten „Flickenteppich“ Deutschland – gingen mit der Einführung von Prinzipien der Französischen Revolution, wie Gleichheit, Eigentumsrechte und dergleichen (allgemeine Grundrechte), aber auch mit der Reform des Agrar-, Bildungs-, Religions-, Wirtschafts-, Steuer- und Finanzwesens einher. Im Gegensatz zu den vergleichbaren, eher harmonisch und von innen heraus praktizierten, 1806 beginnenden Preußischen Reformen, wurden von der Bevölkerung die französischen zunehmend als rigoros und als von außen aufgezwungen empfunden. Das Verwaltungssystem war oft langsam und wurde meist nur unvollständig übernommen. Es blieb ein Torso, wie das gesamte napoleonisch-rheinbündische Reformwerk. Die ständige Aushebung neuer Soldaten, hohen Steuern, Nachteile der Kontinentalsperre, Repressionsmaßnahmen von Polizei und Militär sowie der starke bürokratische Zugriff auf praktisch jeden Bürger führten zu Unmut. Durch Bildungsreform wurde ein zuverlässiges Berufsbeamtentum herangebildet und der tatsächliche Träger der Reformen wurde die höhere Beamtenschaft. Steuer- und Finanzreformen bewirkten Aufschwung im Handel und Erstarken des Handels- und Finanzbürgertums. Kapitalmärkte wuchsen, ebenso wie die Zahl an Anlegern, denen nun auch durch das verbesserte Recht auf Eigentum, Garantien zum Wirtschaften gegeben wurde. Nach der Abdankung Napoleons wurden diese Regionen Zentren des deutschen Frühliberalismus und Frühkonstitutionalismus. Nachdem auch das Rheinbundvorhaben von 1806, einen Staatenbund mit gemeinsamen Verfassungsorganen aufzubauen, am Widerstand der größeren Mitgliedsstaaten gescheitert war, blieb der Rheinbund im Wesentlichen nur ein Militärbündnis deutscher Staaten mit Frankreich. Das Hauptziel Napoleons war eine Angleichung der staatlichen Strukturen zur Stabilisierung der französischen Herrschaft über Europa. Machtpolitische und militärische Überlegungen hatten im Zweifel Vorrang vor liberalen Reformideen. Der Historiker Rainer Wohlfeil merkt an, dass Napoleon kein wirkliches Konzept für die Neugestaltung Europas hatte, vielmehr war beispielsweise die Rheinbundpolitik Ausdruck eines „situationsverhafteten instinktiven Machtwillens“.

### Krieg gegen Preußen und Russland
Inzwischen hatten sich die Beziehungen Frankreichs zu Preußen verschlechtert. Nachdem dieses mit Russland ein geheimes Bündnis geschlossen hatte, wurde Napoleon I. am 26. August 1806 ultimativ aufgefordert, seine Truppen hinter den Rhein zurückzuziehen. Dies betrachtete der Kaiser als Kriegserklärung. Er stieß im Oktober 1806 mit seinen Truppen vom Main aus durch Thüringen auf die preußische Hauptstadt Berlin vor. Die in der Schlacht bei Jena und Auerstedt geschlagene preußische Armee löste sich in den folgenden Wochen nahezu auf. Das Fürstentum Erfurt wurde als kaiserliche Staatsdomäne direkt Napoleon I. unterstellt, während die umliegenden thüringischen Staaten dem Rheinbund beitraten. Die Grande Armée marschierte in Berlin ein.

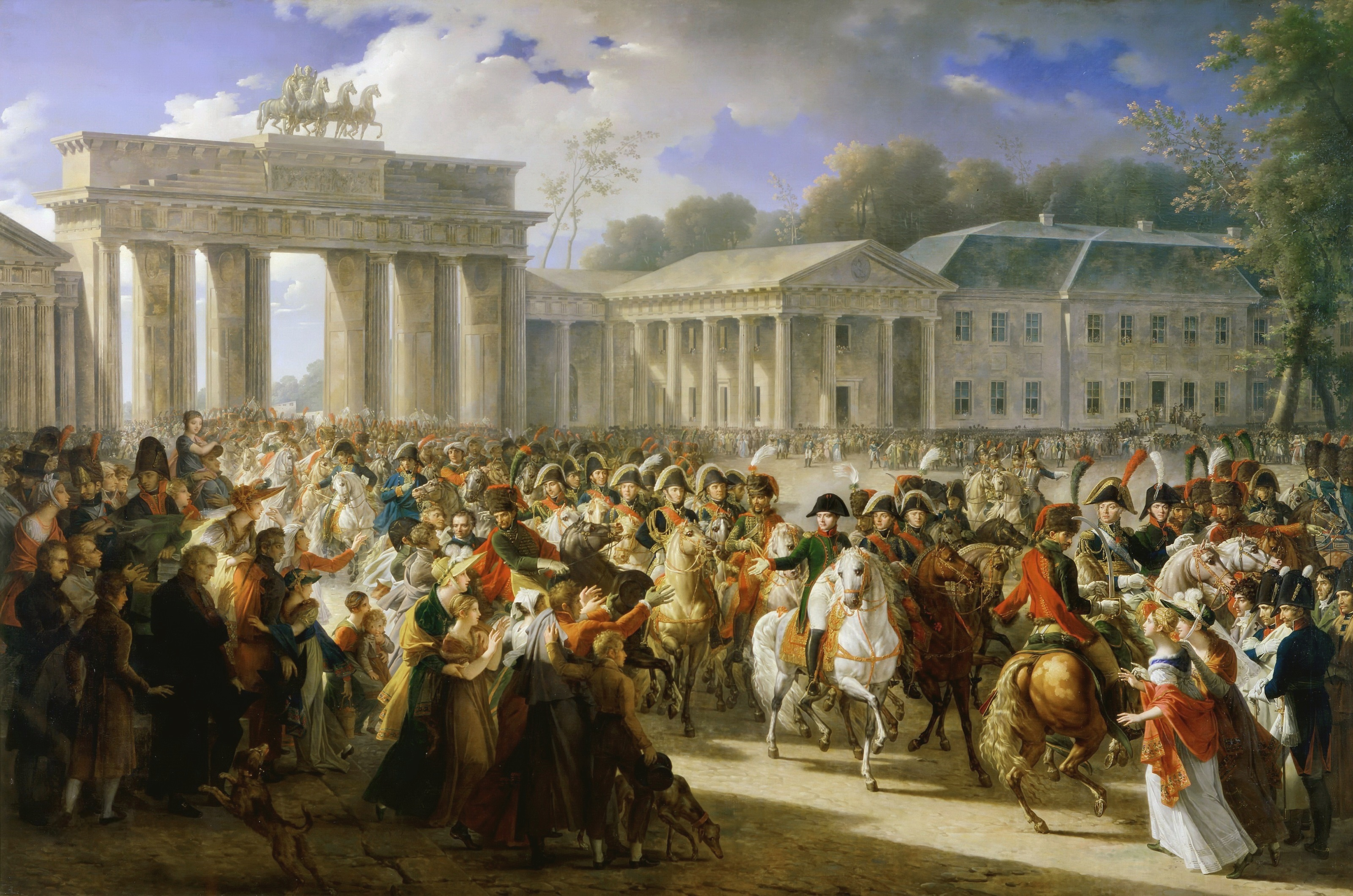
Einzug Napoleons in Berlin am 27. Oktober 1806 (Historiengemälde von Charles Meynier, 1810)

Nun unterstützte das in den Osten Preußens einmarschierte russische Heer die dorthin entkommenen preußischen Truppen. Bei dem Feldzug zeigten sich erstmals deutliche Grenzen der napoleonischen Armee. Das Land war zu weitläufig und die Wege zu schlecht für rasche Truppenbewegungen. Die Versorgung der Armee war unzureichend und die Russen unter General Levin August von Bennigsen wichen immer weiter zurück, ohne sich zur Schlacht stellen zu lassen. Den Winter 1806/1807 verbrachte Napoleon I. in Warschau, wo ihn polnische Patrioten zur Wiederherstellung Polens drängten. Dort begann er auch seine langjährige Beziehung zu Gräfin Walewska, mit der er ein Kind zeugte.
Am 8. Februar 1807 kam es zur Schlacht bei Preußisch Eylau, die jedoch keine Entscheidung brachte. Erst am 14. Juni 1807 konnte Napoleon I. Bennigsen in der Schlacht bei Friedland entscheidend schlagen. Am 7. Juli schlossen Frankreich, Russland und Preußen den Frieden von Tilsit. Für Preußen waren die diktierten Friedensbedingungen katastrophal. Alle Gebiete westlich der Elbe gingen verloren und wurden Grundlage für das neue Königreich Westphalen. Die von Preußen bei den Teilungen Polens 1793 und 1795 einverleibten Gebiete wurden zum Herzogtum Warschau erhoben. Das preußische Verwaltungsgebiet Bayreuth wurde als Pays réservé einer französischen Militärverwaltung unterstellt und 1810 an das Königreich Bayern verkauft. Insgesamt verlor Preußen etwa die Hälfte seines bisherigen Territoriums, musste zudem noch hohe Kontributionen zahlen und durfte nur noch in einem beschränkten Umfang eine Armee unterhalten.
Fast ganz Kontinentaleuropa war nun unter direkter oder indirekter Kontrolle des französischen Kaiserreichs. Gegen das weiter feindlich gesinnte Großbritannien verhängte Bonaparte mit der Kontinentalsperre einen europaweiten Handelsboykott.

### Die Jahre 1807 bis 1812

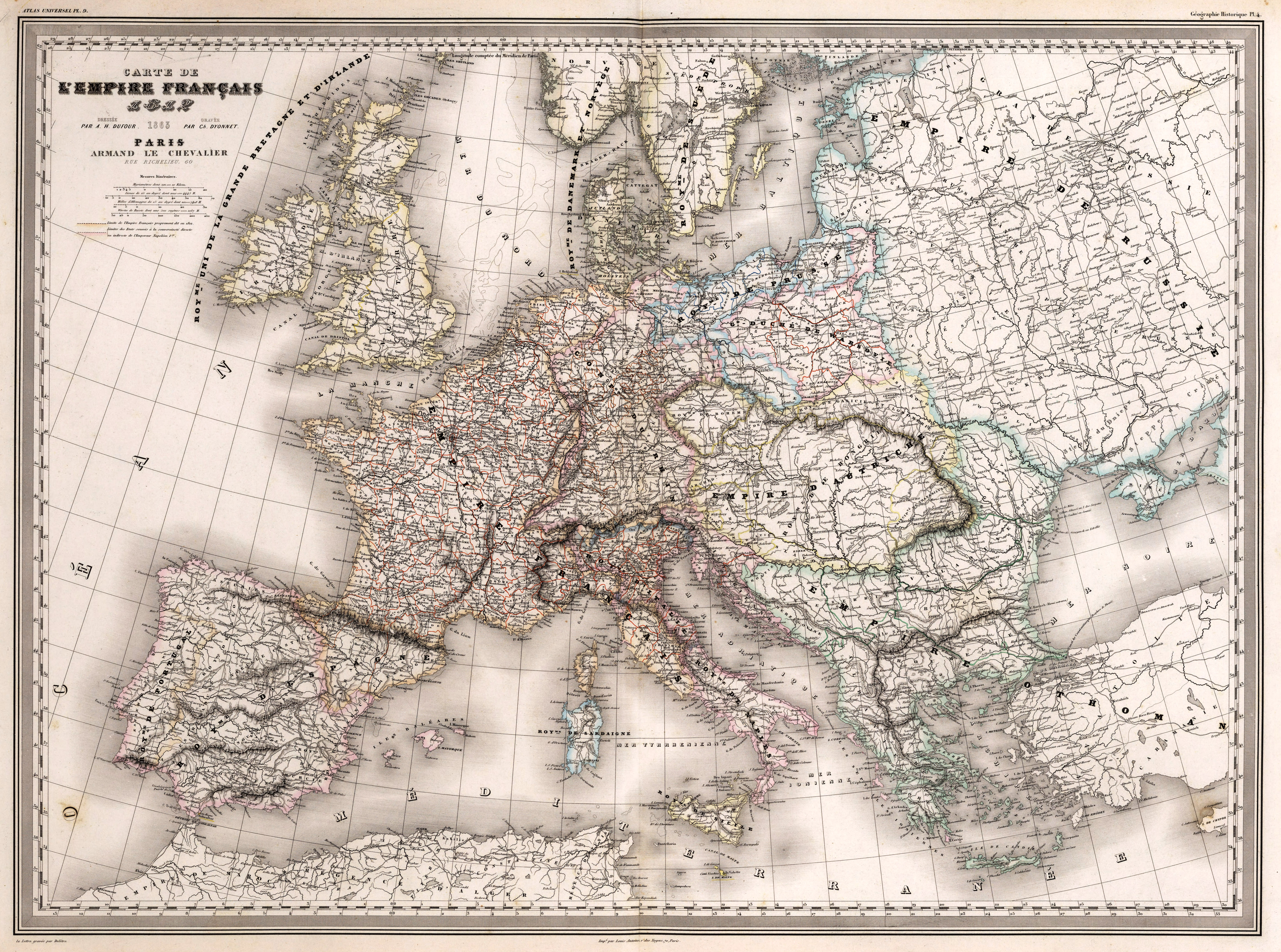
Karte des Französischen Kaiserreiches (1812) und seiner 133 Départements, mit den Königreich von Spanien, Portugal, Italien und Neapel und dem Rheinbund, Illyrien und Dalmatien.

In den Jahren nach dem Frieden von Tilsit befand sich der Kaiser auf dem Höhepunkt seiner Macht. Im Inneren seines Herrschaftsbereiches verstärkten sich in dieser Zeit die despotischen Tendenzen. Kritik an seiner Amtsführung duldete Bonaparte immer weniger. Weil Außenminister Talleyrand Widerspruch gegen die Expansionspolitik anmeldete, wurde er 1807 entlassen. Die Zensur und Gängelung der Presse wurden verschärft. Das Theaterdekret von 1807 schränkte den Spielraum der Pariser Bühnen ein. Der Personenkult um den Kaiser wuchs. Die Aristokratisierung schritt weiter fort. Durch zwei Dekrete von 1806 und  1808 wurde ein neuer Adel (noblesse impériale) geschaffen. Daneben spielten am Hofe immer mehr alte Aristokraten des Ancien Régime eine Rolle. In weiten Teilen der Bevölkerung, die noch immer vom Gleichheitsideal der Revolution geprägt war, wurde diese Entwicklung kritisch gesehen.

3. Mai 1808 – Erschießung von spanischen Aufständischen (Gemälde von Francisco de Goya von 1814)

Außenpolitisch stand die Durchsetzung der Kontinentalsperre gegen Großbritannien im Vordergrund. In Italien gelang dies teilweise mit Gewalt. Mit Zustimmung des Königs marschierte eine französische Armee zur Besetzung Portugals durch Spanien. Napoleon I. nutzte die Thronstreitigkeiten zwischen dem spanischen König Karl IV. und dessen Sohn Ferdinand VII. aus und setzte in einem politischen Coup, gestützt auf die französischen Truppen im Land, seinen Bruder Joseph als König von Spanien ein. Unmittelbar danach brach in Spanien eine allgemeine nationale Erhebung aus, die Joseph Bonaparte zur Flucht aus Madrid zwang. Unterstützt wurden die Spanier von einem britischen Expeditionskorps unter Arthur Wellesley, dem späteren Herzog von Wellington. Nach der Kapitulation seines Generals Junot musste Napoleon selbst eingreifen. Nachdem er auf dem Erfurter Fürstenkongress im Oktober 1808 versucht hatte, die europäischen Mächte zum Stillhalten zu bewegen, rückte die Grande Armée in Spanien ein. Anfangs im Kampf gegen reguläre Soldaten durchaus erfolgreich, sah sich die Grande Armée aber bald in einen erbittert geführten Guerillakrieg mit der Bevölkerung verwickelt. Ohne einen spürbaren Erfolg erzielt zu haben, kehrte Napoleon I. zu Beginn des Jahres 1809 daher wieder nach Frankreich zurück. Der Kleinkrieg in Spanien blieb weiterhin ein ungelöstes Problem, das starke Truppenverbände band und kostspielig war.
Österreich schürte indes den aufkeimenden Nationalismus und traf damit in der eigenen Monarchie und in Deutschland auf große Zustimmung. Kurz nach der Rückkehr marschierte die österreichische Armee unter Erzherzog Karl von Österreich-Teschen in Bayern ein. In Tirol kam es daraufhin unter Führung des Gastwirts Andreas Hofer zur Erhebung der Bevölkerung gegen die bayerischen Besatzungstruppen. In Norddeutschland versuchten Ferdinand von Schill oder die Schwarze Schar militärischen Widerstand zu leisten. Vor allem Intellektuelle wie Joseph Görres, Johann Gottlieb Fichte, Ernst Moritz Arndt und andere hetzten mit teils schon nationalistischen Parolen gegen die französische Fremdherrschaft. Allerdings war Napoleon militärisch noch stark genug, um Preußen und die Rheinbundfürsten weiter an sich zu binden. Daher stand ihm Österreich auf dem Kontinent weitgehend isoliert gegenüber.
Napoleon I. traf am 16. April 1809 in Donauwörth ein. Am 21. Mai 1809 überquerten seine Truppen südöstlich von Wien die Donau. In der Schlacht bei Aspern-Essling stoppten die Österreicher vorübergehend den französischen Vormarsch. Es war die erste Niederlage Napoleons und vor allem psychologisch ein wichtiger Sieg, da die Grande Armée dadurch ihren Nimbus der scheinbaren Unbesiegbarkeit einbüßte. In der darauffolgenden Schlacht bei Wagram konnte er aber diese Schlappe rasch wieder wettmachen und die Österreicher unter Erzherzog Karl entscheidend schlagen. Im Frieden von Schönbrunn musste Österreich daraufhin auf Dalmatien, Zentralkroatien, die Krain, das Küstenland, Salzburg und das Innviertel verzichten, womit es etwa die Hälfte seiner Erbländer verlor und beinahe aus den alten römisch-deutschen Reichsgrenzen hinausdrängt wurde. Es musste sich weiters an der anti-britischen Kontinentalsperre beteiligen, sein stehendes Heer auf 150.000 Mann reduzieren und in ein Militärbündnis mit Frankreich schließen.
Im selben Jahr ließ sich Napoleon von Joséphine scheiden, da ihre Ehe kinderlos blieb. In der Hoffnung auf die Anerkennung durch die alten Dynastien und die Festigung des Bündnisses mit Österreich heiratete er 1810 Marie-Louise von Habsburg, die älteste Tochter des österreichischen Kaisers Franz I. Aus der Ehe ging mit dem 1811 geborenen Napoleon II. endlich der gewünschte Thronfolger hervor. Im Glauben, damit eine neue Dynastie begründet zu haben, wurden im ganzen Kaiserreich Feiern angeordnet, von denen einige Teil eines dauerhaften napoleonischen Festkalenders werden sollten. Die Schwäche der neu etablierten Dynastie wurde durch die Verschwörung des Generals Malet 1812 sichtbar.

### Russlandfeldzug
Zar Alexander I. von Russland war Ende 1810 aus wirtschaftlichen Gründen nicht mehr bereit, sich an der vom Kaiser der Franzosen verhängten Kontinentalsperre gegen Großbritannien zu beteiligen. Da Napoleon I. diese als einziges Kampfmittel gegen Großbritannien im erfolglosen britisch-französischen Kolonialkonflikt ansah, führten die Position Russlands und weitere Faktoren dazu, dass sich die Beziehungen zwischen beiden Seiten abkühlten. Napoleon I. bereitete sich im Jahr 1811 und in der ersten Hälfte des Jahres 1812 auf einen Krieg mit Russland vor. Die Rheinbundstaaten wurden verpflichtet, ihre Kontingente zu erhöhen, und auch Österreich und Preußen sahen sich genötigt, Truppen zu stellen. Nur Schweden hielt sich unter dem neuen Kronprinzen und ehemaligen französischen General Bernadotte abseits und verbündete sich mit Russland. Insgesamt soll die Grande Armée bei ihrem Aufmarsch 600.000 Mann stark gewesen sein. Diese Zahlen gelten heute aber als übertrieben. Tatsächlich standen beim Einmarsch nach Russland höchstens 500.000 Mann zur Verfügung. Trotzdem war es die größte Armee, die es in Europa bis dahin gegeben hatte.

Napoleon auf dem Rückzug (Gemälde von Adolf Northern)

Am 24. Juni 1812 überschritt die Grande Armée unter der Führung Napoleons I. die Memel. Sein Plan für den Feldzug in Russland, dort als Vaterländischer Krieg bezeichnet, war es, wie in den bisherigen Blitzfeldzügen eine schnelle spektakuläre Entscheidungsschlacht herbeizuführen, die den Krieg bald beenden und Friedensverhandlungen einleiten sollte. Doch die russischen Truppen unter der Führung von Barclay de Tolly wichen in die Weiten des Landes zurück. Die bisherige Methode, die Armee aus den Erzeugnissen des Landes zu versorgen, funktionierte nicht, da die Russen eine Politik der verbrannten Erde betrieben. Daneben führten mangelhafte Logistik und ungünstige Witterungsverhältnisse dazu, dass sich die Truppenstärke schon ohne Feindberührung beträchtlich verringerte. Bereits am 17. August 1812, als die Truppe Smolensk erreichte, war sie nur noch 160.000 Mann stark. Vor Moskau stellten sich die Russen unter Kutusow zur Schlacht. Die Schlacht von Borodino konnte Napoleon I. zwar gewinnen, aber sie wurde zur verlustreichsten Auseinandersetzung der napoleonischen Kriege überhaupt: etwa 45.000 Tote oder Verwundete auf russischer Seite und 28.000 auf französischer Seite waren zu beklagen. Erst im Ersten Weltkrieg gab es noch höhere Opferzahlen an einem einzigen Tag.
Durch diesen Pyrrhussieg gelang es Napoleon I. zunächst, ohne weiteren Kampf Moskau einzunehmen. Nach dem Einmarsch wurde die Stadt – vermutlich von den Russen selbst – in Brand gesetzt. Die Soldaten der Grande Armée litten unter Hunger, Krankheiten, Schnee und Kälte. Der Zar verweigerte Verhandlungen. Am 18. Oktober gab der Kaiser den Befehl zum Abmarsch. Fehlender Nachschub, Krankheiten sowie ständige Angriffe der russischen Kosaken setzten den französischen Truppen schwer zu. In der Schlacht an der Beresina wurde Napoleons Grande Armee endgültig zerschlagen.
Nur 18.000 napoleonische Soldaten übertraten im Dezember 1812 die preußische Grenze an der Memel. Der Befehlshaber des preußischen Hilfskorps, Yorck von Wartenburg, trennte sich von der Grande Armée und schloss eigenmächtig einen Waffenstillstand mit dem Zaren (Konvention von Tauroggen). Napoleon I. war schon vorher nach Paris geflohen, um eine neue Armee aufzustellen. Noch während des verlustreichen Rückzugs ließ der kaiserliche Hof vermelden: „Seine Majestät der Kaiser befinden sich bei bester Gesundheit.“

### Zusammenbruch

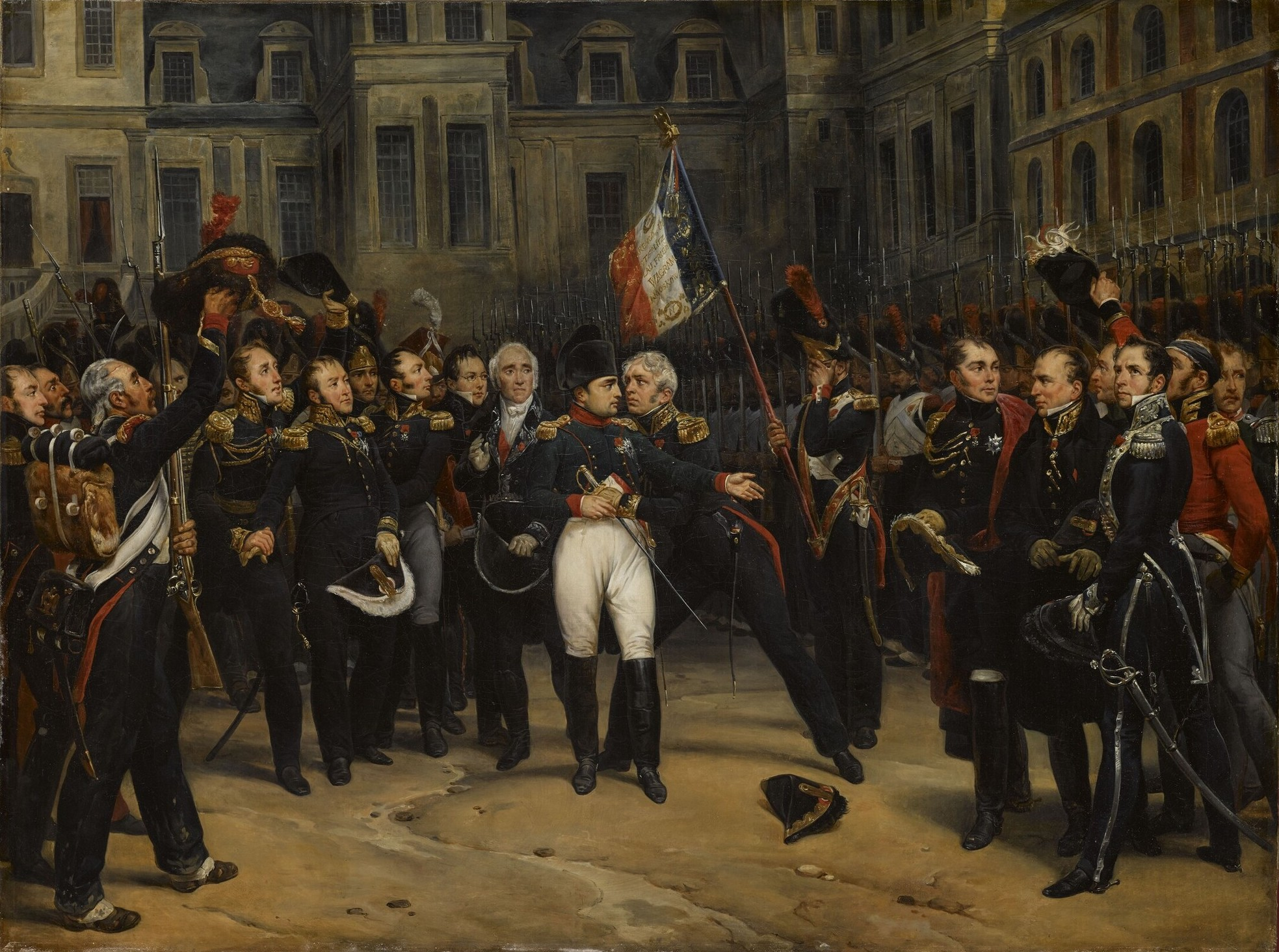
Napoleons Abschied von der Kaiserlichen Garde in Fontainebleau (Gemälde von Antoine Alphonse Montfort)

In Deutschland führte die Niederlage Napoleons I. zu einem Aufschwung der nationalen Bewegung. Der Druck der öffentlichen Meinung führte dazu, dass bisherige Verbündete Bonapartes sich der Gegenseite zuwandten. König Friedrich Wilhelm III. schloss mit dem Vertrag von Kalisch ein Bündnis mit Russland und rief zum Befreiungskrieg auf. Dem folgten anfangs nur wenige deutsche Länder, auch Österreich hielt sich zunächst von diesem Bündnis fern. Unmittelbar nach seiner Rückkehr begann Napoleon damit, neue Soldaten auszuheben. Mit einer nur schlecht ausgebildeten Armee, der es zudem an Kavallerie mangelte, marschierte Bonaparte nach Deutschland. Anfangs zeigten sich noch einmal die militärischen Fähigkeiten Napoleons. Er siegte am 2. Mai 1813 bei Großgörschen und am 20./21. Mai bei Bautzen. Doch die reorganisierte preußische Armee hatte sich in einen ernstzunehmenden Gegner gewandelt, der den Franzosen hohe Verluste beibrachte. Aus diesem Grund stimmte Napoleon I. dem Waffenstillstand von Pläswitz zu.
Diesen nutzten die Gegner dazu, Österreich auf ihre Seite zu ziehen. Auf einem Friedenskongress in Prag wurde Napoleon ein Ultimatum gestellt, das unter anderem die Auflösung des Rheinbundes, die Aufgabe des Großherzogtums Warschau sowie die Wiederherstellung Preußens in den Grenzen von 1806 vorsah. Da dies faktisch die Aufgabe der französischen Vormacht in Europa bedeutet hätte, ging Napoleon I. darauf nicht ein. Daraufhin erklärte Österreich Frankreich den Krieg. Preußen, Russland und Österreich schlossen die Allianzverträge von Teplitz ab. Da auch Schweden sich an der Koalition beteiligte, standen nunmehr alle nicht von Napoleon I. direkt oder indirekt kontrollierten Staaten in Europa gegen ihn. Im folgenden Feldzug spielten die Verbündeten ihre zahlenmäßige Überlegenheit aus, wichen, dem Trachenberger Kriegsplan folgend, einer Entscheidungsschlacht mit der französischen Hauptarmee anfangs aus und fügten den Truppen der napoleonischen Marschälle erhebliche Verluste zu. Immer stärker wurde der Bewegungsspielraum der französischen Hauptarmee begrenzt. Die endgültige Niederlage der Franzosen kam 1813 in der Völkerschlacht bei Leipzig. Schon wenige Tage zuvor war Bayern im Vertrag von Ried zu Österreich übergegangen und hatte Frankreich den Krieg erklärt. In den Tagen von Leipzig wechselten die Rheinbundfürsten mit Ausnahme der Könige Sachsens und Westphalens die Seiten. Napoleon I. zog sich mit den Resten seiner Armee hinter den Rhein zurück.
An der spanischen Front rückte Wellington bis zur französischen Grenze vor und Frankreich musste das 1812 annektierte Katalonien aufgeben. Im Inneren Frankreichs regte sich danach erstmals seit langem öffentlicher Widerspruch gegen das Regime. Als die gesetzgebende Körperschaft bürgerliche Freiheitsrechte einforderte, ließ Napoleon I. sie schließen. Die Rekrutierung neuer Soldaten stieß wegen der nachlassenden Unterstützung für den Kaiser auf erhebliche Schwierigkeiten, so dass Napoleon I. den alliierten Streitkräften nur noch eine zahlenmäßig unterlegene und schlecht ausgebildete Armee entgegensetzen konnte. Dennoch zeigte sich angesichts der unmittelbaren Bedrohung noch einmal Napoleons Geschick als Feldherr. Trotz deutlich unterlegener Kräfte gelang es durch geschicktes und temporeiches Manövrieren, die zahlenmäßig drückend überlegenen, aber getrennt marschierenden Feinde mehrfach zu schlagen. Diese Erfolge veranlassten ihn, sich bei einem weiteren Friedensangebot auf dem Kongress von Châtillon ablehnend zu zeigen. In der Folge war jedoch klar, dass er der zahlenmäßigen Überlegenheit nicht mehr gewachsen war. Daher nahmen die alliierten Truppen nach der Schlacht bei Paris am 31. März 1814 die Hauptstadt ein. Der Kaiser verlor daraufhin jegliche Unterstützung der Armee, der Politik und selbst enger Getreuer. Am 2. April 1814 sprach der Senat die Absetzung des Kaisers aus. Am 6. April dankte er zu Gunsten seines Sohnes ab. Damit waren die Alliierten nicht einverstanden. Sie verlangten vom Kaiser, bedingungslos abzudanken und boten den Vertrag vom 11. April 1814 zur Unterschrift an. Diese Offerte unterschrieb Napoleon unter dem Datum vom 12. April, nachdem er in der Nacht vom 12. auf den 13. April einen Suizidversuch unternommen haben soll. Ihm wurde die Insel Elba als Wohnsitz zugewiesen und einzig der Kaisertitel belassen.

### Herrschaft der Hundert Tage und Waterloo

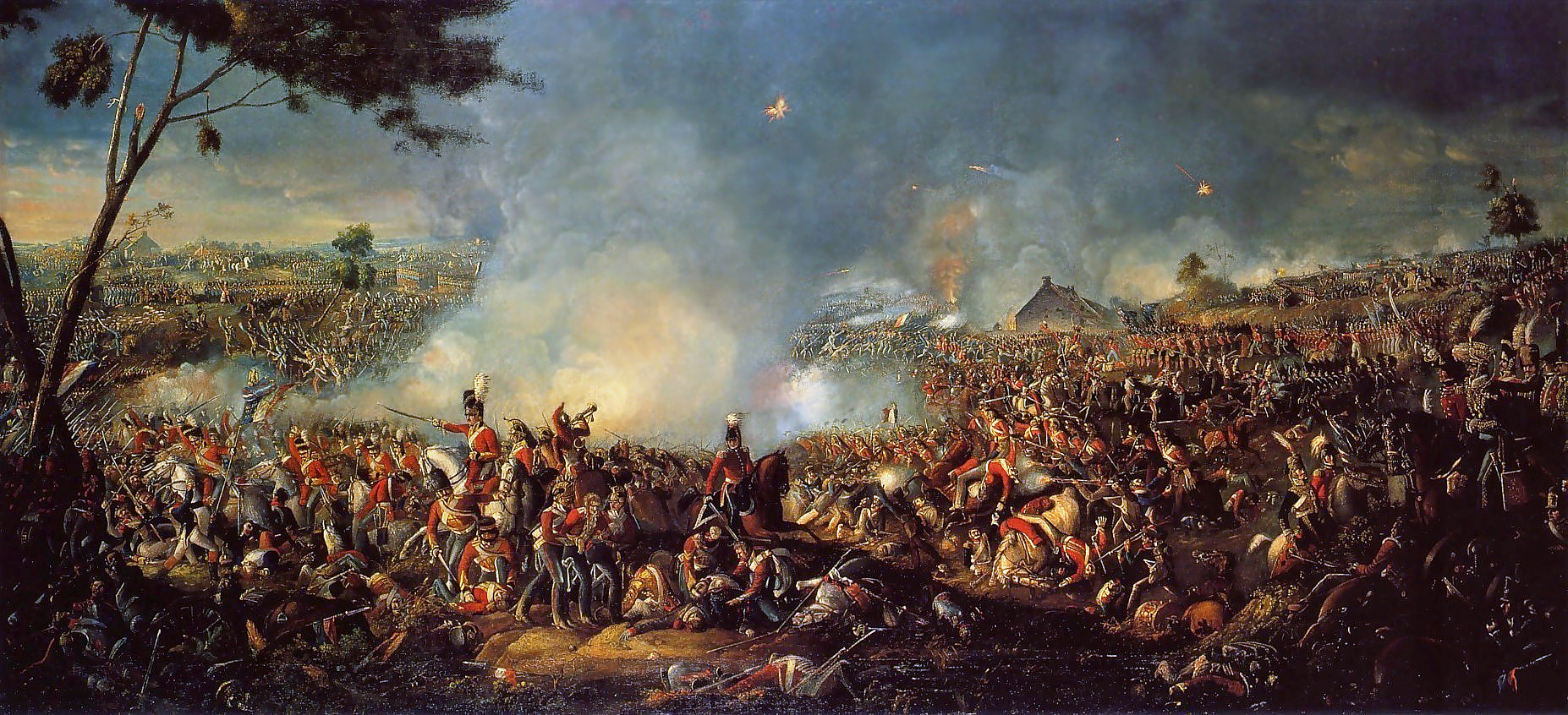
Schlacht bei Waterloo

Nach seiner Abdankung ging Napoleon im April 1814 auf die Insel Elba. Er war nun der Herrscher über ein Fürstentum mit 10.000 Einwohnern und einer Armee von 1.000 Mann. Er begann zwar eine umfangreiche Reformtätigkeit, die ihn als ehemaligen Beherrscher Europas aber nicht ausfüllen konnte. Durch ein Netz von Agenten wusste er genau, dass es in Frankreich nach der Restauration unter Ludwig XVIII. eine weit verbreitete Unzufriedenheit gab. Ermutigt von diesen Meldungen kehrte Napoleon am 1. März 1815 nach Frankreich zurück. Die Soldaten, die ihn hätten aufhalten sollen, liefen zu ihm über. Am 19. März 1815 floh König Ludwig aus den Tuilerien. Zwar wurde die Verfassung des Kaiserreichs teilweise liberalisiert, aber die Zustimmung zum wiederhergestellten napoleonischen Regime blieb begrenzt.
Aufgeschreckt von den Ereignissen in Frankreich, entschieden sich Österreich, Russland, Großbritannien und Preußen daraufhin auf dem Wiener Kongress zum militärischen Eingreifen. Am 25. März erneuerten sie ihre Allianz von 1814.
Trotz aller Schwierigkeiten gelang es Napoleon I., eine gut ausgerüstete Armee aus 125.000 erfahrenen Soldaten auszuheben. Er ließ eine provisorische Regierung unter Marschall Davout in Paris zurück und marschierte gegen die Allianz. Wie gewohnt plante Napoleon I. die Gegner nacheinander zu schlagen.
Anfangs gelang es ihm bei Charleroi, einen Keil zwischen die britische Armee unter Wellington und die preußischen Truppen unter Blücher zu treiben. Am 16. Juni schlug er die Verbündeten in der Schlacht bei Quatre-Bras und der Schlacht bei Ligny.
Am 18. Juni 1815 griff Napoleon I. die alliierte Armee von Wellington nahe dem belgischen Ort Waterloo an. Wellington gelang es, die günstige Stellung gegen alle französischen Angriffe im Wesentlichen zu halten. Die preußischen Truppen unter Marschall Blücher trafen rechtzeitig ein und Napoleon I. wurde geschlagen.
Das Ende dieser Schlacht bedeutete faktisch das Ende der Herrschaft der hundert Tage. Bei seiner Rückkehr nach Paris trat Napoleon I. am 22. Juni 1815 zurück, nachdem er bei Parlament und ehemaligen Getreuen jegliche Unterstützung verloren hatte. Weder die Hoffnung auf eine Emigration nach Amerika noch auf politisches Asyl in Großbritannien erfüllte sich, stattdessen wurde er auf Beschluss der Alliierten nach St. Helena im Südatlantik verbannt und das Kaiserreich wurde aufgelöst.
Nach dem Wiener Kongress konnte Frankreich sein vornapoleonisches Territorium (einschließlich Elsass und Lothringen) behalten. Es kam zur Restauration und das Königreich Frankreich wurde wiederbelebt. Erst 1852 gab es dann mit Napoleon III. wieder einen Kaiser der Franzosen (Zweites Kaiserreich).

## Strukturen des Reichs

### Verwaltungsgliederung
Die Verwaltungsstrukturen, wie sie sich in der Revolutionszeit herausgebildet hatten und zu der Reformen zur Zeit des Konsulats kamen, wurden weitgehend beibehalten. Insgesamt lässt sich dabei eine Tendenz zur Zentralisierung erkennen. Die zur Zeit des Konsulats eingeführten Präfekten als Leiter der Départements wurden von Napoleon selbst ernannt. Im Zuge der territorialen Expansion stieg die Zahl der Departements von 83 im Jahr 1790 auf 130 im Jahr 1812 an. Neben Frankreich selbst, das bis zum Rhein reichte, gehörten dazu 14 Départements der eroberten Provinzen in Italien sowie die 14 Départements der annektierten Niederlande und der deutschen Nordseeküsten bis Lübeck.
Unterhalb der Départements wurden auch die Unterpräfekten der Arrondissements und die Bürgermeister (Mairie) ernannt und nicht mehr gewählt.

Die Départements des französischen Kaiserreiches 1812

### Territorium und Landesgrenzen
Nach der französischen Revolution vergrößerte sich das Staatsgebiet Frankreichs. 1795 wurden das Hochstift Lüttich und die Österreichischen Niederlande annektiert. 1798 votierte die Stadt Mülhausen für einen Anschluss an Frankreich. Um 1802 wurden der Kirchenstaat sowie weite Teile der Italienischen Halbinsel, 1803 das Hochstift Basel, 1809 das Gebiet der Illyrischen Provinzen, 1810 das Königreich Holland und der Kanton Wallis und 1812 Katalonien von Frankreich annektiert. Das Territorium auf dem europäischen Festland war 1812 auf 860.000 km² angewachsen. Damit war Frankreich zum zweitgrößten Land Europas geworden und grenzte an 14 Nachbarstaaten: an Dänemark im Norden, die Rheinbundstaaten Mecklenburg-Schwerin, Königreich Westphalen, Großherzogtum Berg, Herzogtum Nassau, Großherzogtum Hessen, Großherzogtum Baden sowie die Schweiz und das Königreich Italien im Osten, an das Königreich Neapel im Süden und an Spanien im Südwesten. Die Illyrischen Provinzen, die eine französische Exklave bildeten, grenzten an das Königreich Bayern im Norden, an Österreich im Osten und an das Osmanische Reich im Südosten. Die längsten Landesgrenzen bestanden zum Kaisertum Österreich und zu Spanien.

### Insignien des Kaiserreichs
Das Französische Kaiserreich hatte mehrere offizielle Staatssymbole. Die Nationalhymne war Le Chant du Départ (Das Lied des Aufbruchs) und löste damit die heutige Hymne Marseillaise ab. Der offizielle Wahlspruch war zu Beginn kurzzeitig Freiheit, Gleichheit, Brüderlichkeit, ging aber in der Zeit des Kaiserreichs verloren. Als offizielle Flagge wurde die französische Trikolore (Blau, Weiß, Rot) verwendet. Sie widersprach dem Muster der Flagge des Königreichs Frankreich und wurde zum Vorbild der Flagge Haitis. Das Wappen zeigte einen goldenen Adler im römischen Stil und war an das Wappen des französischen Konsulats angelehnt.
Die Staatssymbole wurden später teilweise die Symbole des Zweiten Kaiserreichs unter Napoleon III.

### Verfassung
Die Verfassung des Kaiserreiches knüpfte eng an die des Konsulats an. Der Konsul verfügte über weitgehende Vollmachten. Nur er hatte das Recht der Gesetzesinitiative. Von ihm wurden die Minister, die hohen Beamten und die Mitglieder des Staatsrates ernannt. Letzterer hatte die Vorhaben der Regierung in Gesetzentwürfe umzusetzen und konnte diese durch Verordnungen ergänzen. An die Stelle eines eingeschränkten Wahlrechts trat erneut das allgemeine Wahlrecht für alle männlichen Bürger ab 21 Jahren. Die Legislative war relativ schwach. Sie bestand aus dem Tribunat mit 100 Mitgliedern und dem corps legislatif (gesetzgebende Körperschaft) mit 300 Mitgliedern. Während das Tribunat das Recht zur Gesetzesberatung aber nicht zur Abstimmung hatte, war die gesetzgebende Körperschaft nicht befugt zu debattieren, sondern konnte nur noch abstimmen. Die Mitglieder beider Kammern wurden im Übrigen nicht gewählt, sondern von einem „Senat“ genannten Gremium ernannt.

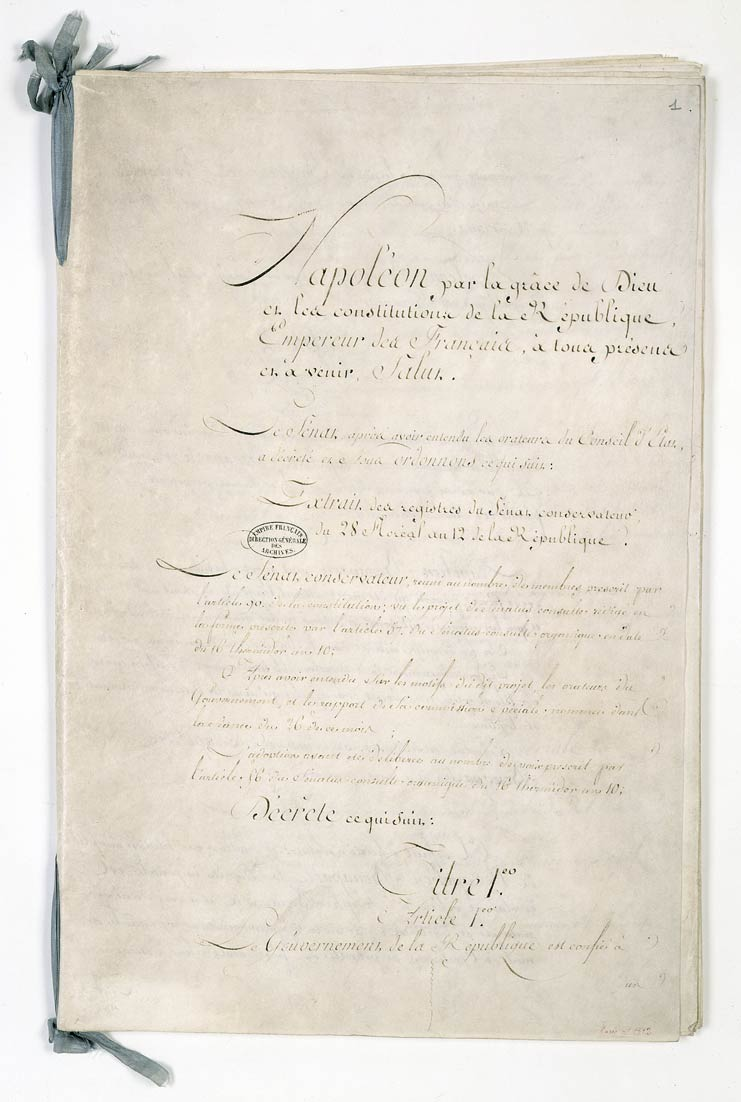
Verfassung des Französischen Kaiserreiches

Der Beschluss, Napoleon zum Konsul auf Lebenszeit zu machen, war mit einer weiteren Konzentration der Macht verbunden. Zusätzlich zu den bestehenden Rechten lag fortan das Recht, internationale Verträge abzuschließen, beim Konsul. Auch das Begnadigungsrecht lag in seinem Ermessen. Ebenso hatte er nun auch das Recht, die Mitglieder des Senats auszuwählen. Napoleon konnte im Alleingang die Verfassung ändern. Er konnte die Kammern der Legislative jederzeit auflösen oder Gerichtsurteile kassieren. In der Praxis verlor das Parlament massiv an Bedeutung. Der Senat wurde zu einem bloßen Instrument zur Durchsetzung der Politik Napoleons.
In der neuen monarchischen Verfassung wurde nicht nur bestimmt, dass Napoleon der neue Kaiser werden sollte, auch die Erblichkeit innerhalb der Familie Bonaparte wurde festgelegt. Nach außen am deutlichsten wurden die Veränderungen durch den monarchischen Rahmen. Die Mitglieder der kaiserlichen Familie wurden in den Fürstenrang erhoben. Neu geschaffen wurden sechs Erzämter (Grandes Dignités) und weitere hochrangige Positionen (Grands Officiers).
Zu den Großwürdenträgern gehörten der Grand électeur (Großwahlherr), zuständig für die gesetzgebende und sonstigen hohen Körperschaften, der Archichancelier d'Empire (Reichserzkanzler), zuständig für die Justiz, der Archichancelier d'Etat (Staatserzkanzler) für die Diplomatie, der Architrésonier (Erzschatzmeister) für das Finanzwesen, der Konnetable für die Armee und der Großadmiral für die Flotte. Die Grand officiers umfassten vor allem die 18 Divisionsgeneräle, die in Verbindung mit der Kaiserkrönung von Napoleon zu Marschällen von Frankreich ernannt wurden. Mitglieder des Senats wurden durch die neue Verfassung automatisch die volljährigen Prinzen des kaiserlichen Hauses und die Großwürdenträger des Reiches.
Der Senat bildete laut Verfassung zwei Kommissionen. Die eine sollte sich um die Wahrung der Pressefreiheit und die andere um den Schutz der persönlichen Freiheit kümmern. Auch war das Gremium bei Ministeranklagen das höchste Gericht. Theoretisch hatte es sogar eine Art Vetorecht bei Gesetzesvorhaben. In der Verfassungspraxis spielten diese Rechte aber keine Rolle.
Während der Senat eine Art Herrenhaus bildete, blieben auch das Tribunat und die gesetzgebende Körperschaft zunächst bestehen. Dabei bekamen die Mitglieder des corps legislatif sogar in eingeschränktem Maß das Rederecht eingeräumt. Das Tribunat wurde in drei Sektionen für Justiz, Administration und Finanzen aufgeteilt. Beide Kammern tagten hinter verschlossenen Türen. Ihre Bedeutung blieb gering, da die meisten Regelungen durch Senatskonsulte oder Dekrete des Kaisers entschieden wurden.
Zur Zeit der Herrschaft der Hundert Tage versuchte Napoleon seine Diktatur vergessen zu machen. Als Ergänzung zur Verfassung des Kaiserreichs wurde die Acte additionnel aux Constitutions de l'Empire de 1815 erlassen. Ausgearbeitet von Benjamin Constant war dies eine deutlich liberalere Verfassung als bis 1814 und die Charte constitutionnelle des restaurierten Königreichs von 1814.

### Machtzentren des Reiches

#### Bürokratie und Verwaltung

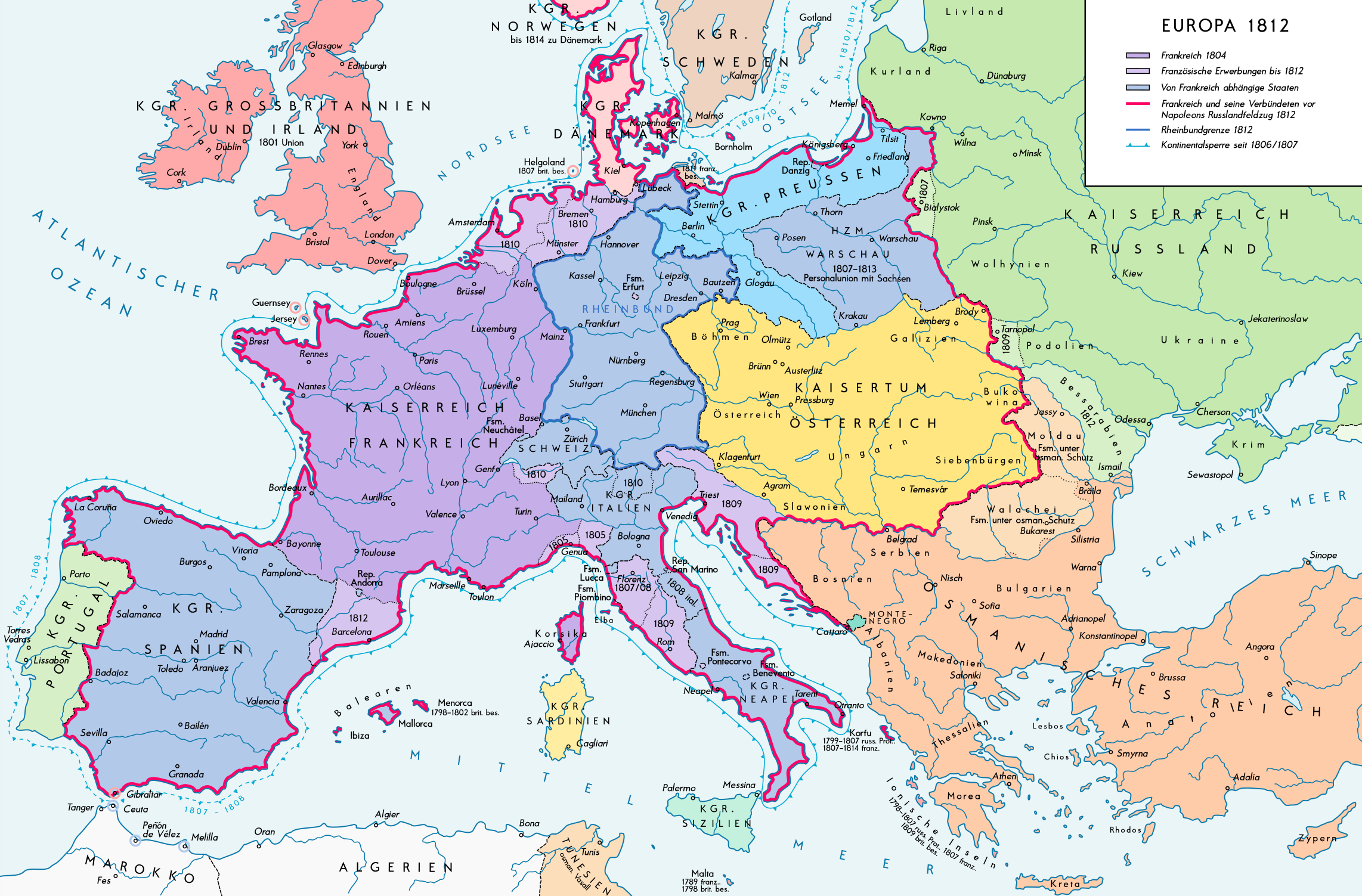
Das französische Kaiserreich zur Zeit seiner größten Ausdehnung im Jahr 1812:
Französisches Kaiserreich 1804
Französische Expansion nach 1804
Satellitenstaaten

In den Jahren 1804 bis 1810 ernannte Napoleon für seinen neuen Staat insgesamt 10 Personen zu „Großwürdenträgern des Französischen Kaiserreichs“ (Grands dignitaires de l'Empire français), deren Funktionen den Erzämtern des Heiligen Römischen Reichs nachgebildet waren. Sie waren den princes de l'Empire der noblesse impériale gleichgestellt und  von Amts wegen außerdem Senatoren und Staatsräte. Ihre Vergütung belief sich auf eine  Drittelmillion Franc pro Jahr, allerdings waren die Ämter der Großwürdenträger nicht mit den normalen Ministerämtern vereinbar. Die meisten normalen Ministerämter blieben bestehen.
Charles-Maurice de Talleyrand-Périgord blieb Außenminister, Joseph Fouché wurde Polizeiminister und war einer der engsten Ratgeber des Kaisers.
In das Kaiserreich übernommen wurden, mit Ausnahme des Konsulates, auch die reformierte Steuerverwaltung, die Banque de France und der Franc als eine stabile Währung. Aus der Endphase des Konsulats stammte die Ehrenlegion.

#### Monarchie und Hof

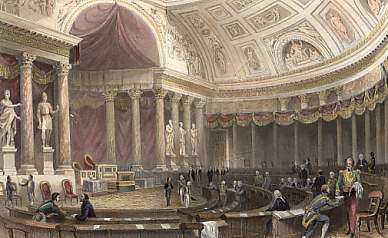
Der Sitzungssaal des Chambre des Pairs im Palais du Luxembourg

Bereits seit 1800 residierte Napoleon noch als Konsul in den Tuilerien. Schon zu dieser Zeit wurde ein Hofstaat geschaffen. Dieser folgte mit seinen strengen Vorschriften der Etikette den Vorbildern des Ancien Régime. Der Revolutionskalender wurde mit der Krönung Napoleons zum Kaiser abgeschafft. Während des Kaiserreichs wurden Hofämter nach dem Vorbild des Ancien Régime geschaffen. Napoleons Stiefonkel Joseph Fesch wurde Großalmosenier. Daneben gab es an der Spitze einen Obersthofmarschall. Hinzu kamen weitere Hofämter. Talleyrand etwa war Obersthofkämmerer. Er war damit zuständig für die Festlichkeiten am Hof. Die zahlreichen weiteren Hofämter wurden mit Vorliebe an Mitglieder der alten Adelsfamilien vergeben. Als Zeremonienmeister spielte dabei Louis-Philippe de Ségur eine wichtige Rolle. Minister, Staatsräte, Hohe Richter und Erzbischöfe erhielten in einem Gesetz von 1808 den Grafentitel. Weitere hohe Funktionsträger bis hin zu den Bürgermeistern der großen Städte wurden Barone. Die Mitglieder der Ehrenlegion bekamen die Ritterwürde. Zahlreiche hohe Militärs wurden zu Herzögen oder Fürsten ernannt. So wurde Nicolas Jean-de-Dieu Soult Herzog von Dalmatien, André Masséna Herzog von Rivoli, Armand de Caulaincourt Herzog von Vincenza oder Bernadotte Fürst von Pontecorvo. Mit den Titeln waren jeweils große Ländereien insbesondere in Polen, Deutschland und Italien und hohe Geldzahlungen verbunden.
Während des Kaiserreichs kam es dann zu einer teilweisen Rehabilitierung des alten Adels. Am Hofe bekamen einige seiner Angehörigen wichtige Hofämter. Ziel Napoleons war es, die neuen bürgerlichen Eliten mit dem alten Adel zu verschmelzen. Durch zwei Dekrete von 1806 und 1808 wurde dafür die noblesse impériale als Adel des Kaiserreiches eingeführt, in den als eigene Klasse auch die Mitglieder der Ehrenlegion integriert wurden. Mit der Neuverleihung von Titeln verbunden war die Zuteilung von Grundbesitz und Geldzahlungen. Aber der neue Adel hatte keine Privilegien mehr wie die Befreiung von Steuern und Abgaben, auch kam nun ein stärkerer meritokratischer Aspekt zum Tragen. Auch waren Adelstitel in der noblesse impériale nicht automatisch erblich. Es konnte aber eine Vererbung geschehen, wenn es zur Schaffung eines Majoratsbesitzes kam. Allerdings blieben Teile des alten Adels auf Distanz und im Volk konnte der neue Adel kaum Zustimmung gewinnen.

#### Militär

Emblem der Grande Armée

Das zentrale Machtelement des napoleonischen Staates war die Armee, seit 1805 als „Grande Armée“ bezeichnet. Strukturell entsprach sie weitgehend der Armee, wie sie sich während der Revolution herausgebildet hatte. Die Elite der Armee war die aus der Konsulargarde hervorgegangene Garde impériale.
Die Basis der Armee war die Wehrpflicht. Danach waren alle Franzosen zwischen 20 und 25 Jahren zum Militärdienst verpflichtet. Im Jahr 1808 wurden 240.000 Mann, 1812 275.000 und 1813 900.000 Mann zum Militär einberufen. Insgesamt aber lag die Truppenstärke unter derjenigen während der Zeit des Direktoriums. So kam es 1809 nur zur Einberufung von 75.000 Mann. Der Wehrpflicht suchten sich vor allem in den neuen Departements nicht wenige Rekruten zu entziehen.
Neben der eigentlichen französischen Armee verlangte Napoleon auch von den von ihm abhängigen Staaten die Stellung von Truppen. Allein das Königreich Italien stellte bis 1814 218.000 Mann. Das ständige Kontingent des Rheinbundes betrug zunächst 60.000 Mann und wurde später auf 120.000 Mann verdoppelt. Inklusive der Verbündeten befahl Napoleon am Vorabend des Russlandfeldzuges 1,1 Millionen Mann. Von den etwa 500.000 Mann der unmittelbaren Fronttruppen kamen nur etwa die Hälfte aus dem Kaiserreich selbst. Noch geringer war mit 125.000–140.000 Mann die Zahl derjenigen, die aus den alten Departements Frankreich stammten. Der Rest kam aus den neuen Gebieten oder von den Verbündeten.

### Justizsystem

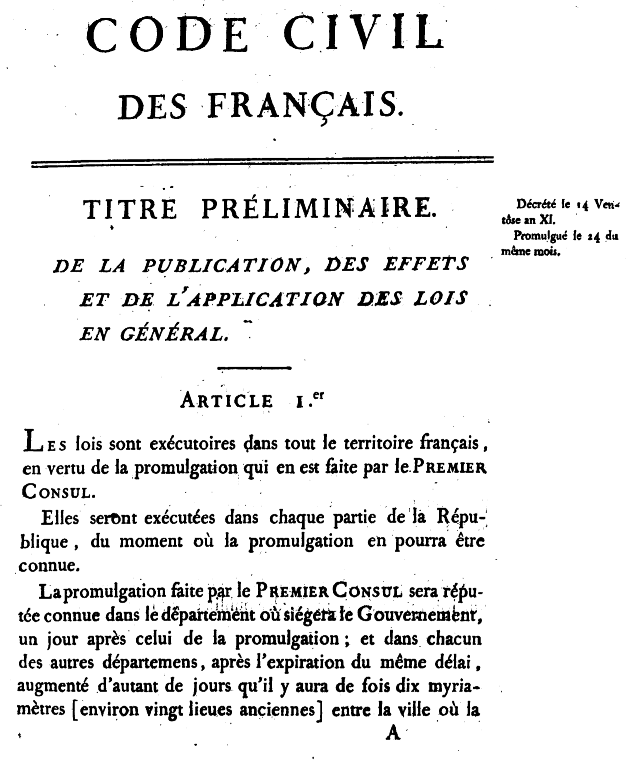
Erste Seite der Erstausgabe des Code civil von 1804

Die Unabhängigkeit der Justiz wurde eingeschränkt. Die Struktur der Justiz wurde den Verwaltungseinheiten angepasst. Die während der Revolution eingeführte Wahl der Richter wurde abgeschafft. Diese wurden nunmehr von Napoleon ernannt.
Gesetzliche Grundlage war der im März 1804 veröffentlichte Code civil. Dieser schrieb einige Errungenschaften der Revolution fest und galt auch während des Kaiserreichs. Darunter waren die Gleichheit vor dem Gesetz, die Vertragsfreiheit und die Trennung von Staat und Kirche garantiert. Besonders geschützt wurde das Eigentum. Auch schützte das Gesetzbuch die Bauern vor einer Refeudalisierung. Es folgten weitere Gesetzbücher während des Kaiserreichs. Dazu gehörte eine Zivilprozessordnung, ein Strafgesetzbuch (1810) eine Strafprozessordnung und ein Handelsgesetzbuch.

### Herrschaft nach innen

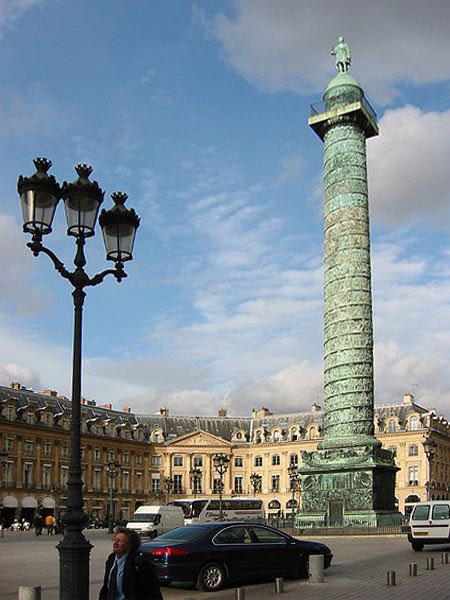
Der Place Vendôme

Im Laufe der Zeit wurden die Mitbestimmungsrechte weiter eingeschränkt. Das Tribunat wurde 1807 von Napoleon abgeschafft. Die Mitglieder wurden in das corps legislatif überführt, dabei wurde als Voraussetzung das Mindestalter auf vierzig Jahre festgelegt. Nur gesetzte Männer sollten künftig in den politischen Gremien vertreten sein. Staatsrat und Senat waren, noch mehr als schon zuvor, bloße Werkzeuge zur Durchsetzung der Ziele des Kaisers. Die Unabsetzbarkeit der Richter wurde eingeschränkt. Die politische Opposition wurde verfolgt. Es wurden eigens neue Staatsgefängnisse für politische Gefangene gebaut. Im Laufe der Zeit nahm die Verfolgung politischer Gegner zu. Im Jahr 1811 gab es 3500 inhaftierte Staatsverbrecher. Viele wurden ohne Prozess gefangen gehalten.
Die schon bestehende Pressezensur wurde verschärft. Die Zahl der Zeitungen wurde beschränkt und missliebige Blätter wurden verboten. Offizielles Sprachrohr des Kaisers und des Staates war der Moniteur. Dessen politische Artikel wurden vom Außenministerium verfasst. Später wurde ein eigenes Presseamt gegründet. Einfluss nahm der Staat auch auf Kunst und Literatur. Dazu diente etwa das Theaterdekret von 1807. Anne Louise Germaine de Staël hatte schon vor Beginn des Kaiserreichs Frankreich verlassen müssen, ihr 1810 veröffentlichtes Buch De l’Allemagne wurde von der Zensur verboten. François-René de Chateaubriand musste ebenfalls das Land verlassen. Im Theater durften meist nur solche Stücke aufgeführt werden, die zeitlich weit in der Vergangenheit spielten und keinen politischen Bezug zur damaligen Gegenwart zuließen. In Paris wurde die Zahl der Theater 1807 auf nur noch neun begrenzt. Im Jahr 1810 wurde eine spezielle Zensurbehörde gegründet.
In der gelenkten Presse nahm der Personenkult zu. Dazu dienten auch verschiedene Denkmäler Napoleons, etwa die 1810 geschaffene Colonne Vendôme auf dem Place Vendôme. Der Triumphbogen wurde zur Zeit Napoleons zwar begonnen, aber erst viel später vollendet.
Zentralisiert wurde das Bildungswesen. Eine „Kaiserliche Universität“ genannte Behörde war verantwortlich für alle Schulen von der Elementarschule bis zur Universität. Die öffentlichen Schulen wurden von ihr gegründet und verwaltet, die privaten wurden durch sie überwacht. Ein Ratskollegium erarbeitete die Unterrichtsstoffe. Verbreitet wurde nicht zuletzt ein politischer Katechismus. Darin wurden die Schüler mit religiösen Begründungen auf die Treue gegenüber dem Kaiser eingeschworen. Denjenigen, die sich gegen den Kaiser wandten, wurde die ewige Verdammnis angedroht.

## Demographie
Die Einwohnerzahl Frankreichs und seiner Kolonien stieg in der Zeit zwischen 1789 und 1812 von ca. 28 Millionen auf über 60 Millionen Einwohner. Allerdings sank der Anteil der Franzosen an der gesamteuropäischen Bevölkerung (ohne das Russische Reich) von 25 % am Ende des Ancien Regime auf 20 % im Jahr 1815 ab. Das rasante Bevölkerungswachstum zur Zeit des Kaiserreichs lag nicht nur an der Vergrößerung des Staatsgebietes, sondern war auch Folge der hohen Geburtenrate während der beginnenden Industrialisierung. In dieser Zeit war das napoleonische Reich ein Vielvölkerstaat, in dem die Franzosen nur etwa 55 % der Bevölkerung stellten. Während das vornapoleonische Territorium überwiegend von Franzosen bevölkert wurde, lebten z. B. im Département Ems-Oriental überwiegend Holländer und Deutsche. In den südlichen Gebieten lebten überwiegend Italiener und in den illyrischen Provinzen Slowenen, Kroaten und Serben. Im Südwesten des Landes lebten Katalanen und Spanier.
Durch diesen Umstand war eine konfliktgeladene Stimmung mit zahlreichen Autonomiebestrebungen entstanden. Die Grande Armée führte zum Beispiel in Katalonien einen erbitterten Guerillakrieg gegen einheimische Widerstandskämpfer, der bis 1813 andauerte. Die mit der Niederlage Napoleons im Russlandfeldzug beginnenden nationalen Erhebungen der nationalen Minderheiten gegen das Regime veranlassten Napoleon, den Minderheiten einen Sonderstatus zu geben. So wurden Italienisch, Niederländisch, Deutsch, Katalanisch, Kroatisch und Slowenisch zu regionalen Amtssprachen erhoben.

### Staat und Kirche
Nachdem die Französische Revolution die Macht und den Einfluss der Kirche nicht nur zurückgedrängt, sondern diese bekämpft hatte, versuchte Napoleon durch Wiederzulassung, Gleichstellung der Glaubensrichtungen und Anbindung diese unter Kontrolle zu halten. Trotz der weiterhin bestehenden grundsätzlichen Trennung von Staat und Kirche kam es 1801 mit dem Konkordat zwischen dem Konsulat und Papst Pius VII. zu einem gewissen Ausgleich. Der Katholizismus wurde zwar nicht mehr als Staatsreligion, jedoch als Religion der Mehrheit des Volkes anerkannt. Napoleon behielt das Recht der Bischofsernennung, während der Papst das Recht der Weihe hatte.
Die konstituierende Nationalversammlung schloss Juden zunächst aus der Erklärung der Menschen- und Bürgerrechte vom 26. August 1789 aus und diskutierte heftig darüber, ob man sie einbürgern oder vertreiben sollte, räumte 1791 dann aber fast einstimmig doch allen Juden Frankreichs den Status eines Bürgers (citoyen) ein, wenn sie im Gegenzug auf ihren Status als Gemeinde verzichteten. Dies brachte Juden zum ersten Mal in einem europäischen Land bereits die Bürgerrechte. Sie verloren dafür ihre bisherige Teilautonomie und mussten Militärdienst leisten.
1804 trat der Code civil in Kraft. Er wurde nicht nur zur „wahren“ Verfassung Frankreichs, sondern auch zum weitestverbreiteten Gesetzbuch Europas und darüber hinaus zudem das erste des Kontinents, das kein eigenes Judenreglement aufwies. Alle Bürger sollten vor dem Gesetz gleich sein.

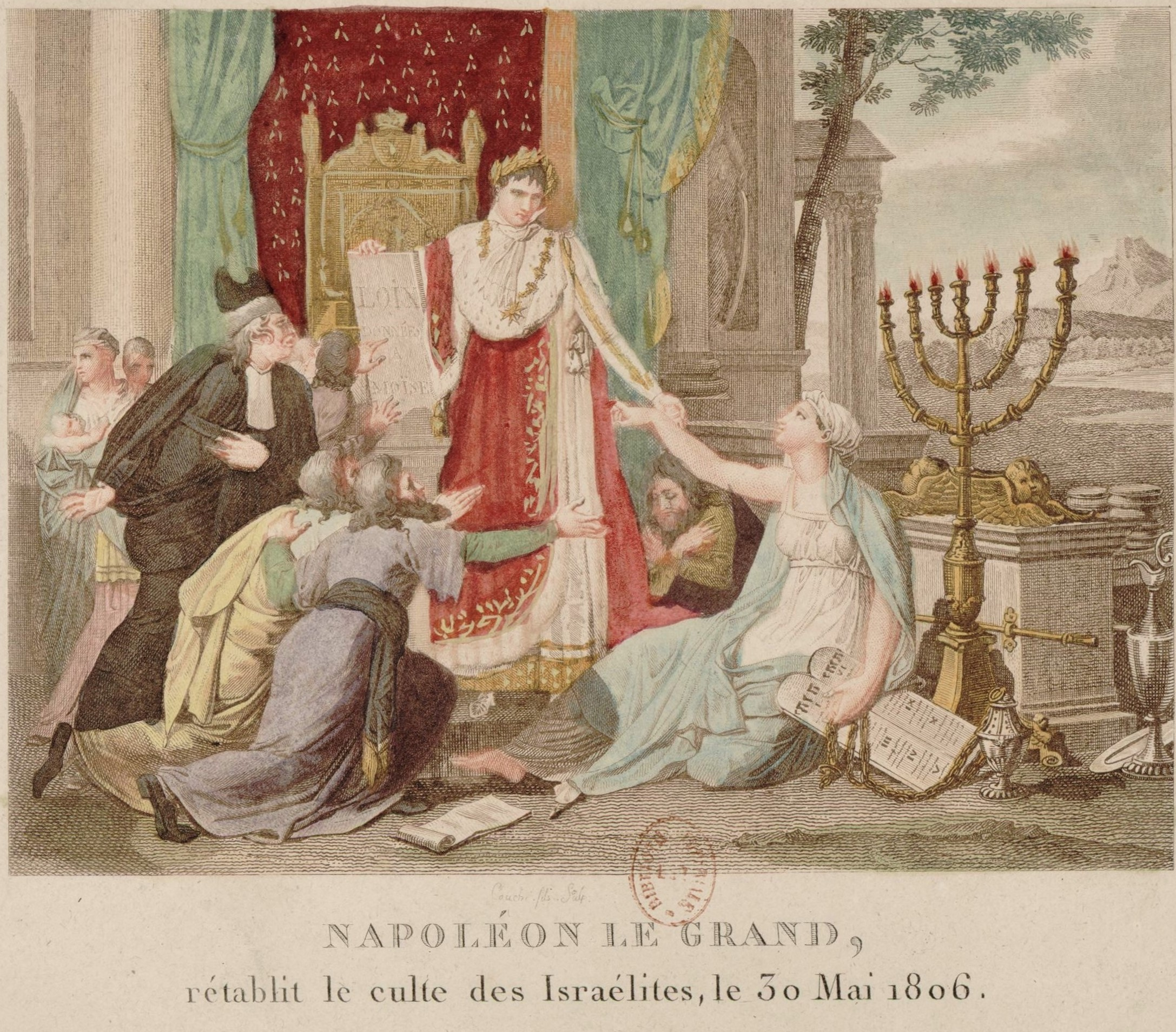
„Napoleon stellt den israelitischen Kult wieder her“, 30. Mai 1806

Mit der Einführung der Konsistorien im Jahre 1808 untermauerte Napoléon die administrative Gleichstellung der rund 1.000.000 französischen Juden (Stand 1812) und setzte sie auch in den eroberten linksrheinischen Gebieten durch, stieß aber rechts des Rheins auf Widerstand. Dennoch folgten von 1800 bis 1812 fast alle deutschen Staaten den nun auch erneut erhobenen Forderungen Christian Konrad Wilhelm von Dohms. Die von Napoleon eingeführten Reformen wurden von einem Großteil der jüdischen Gemeindevorstände zunächst begrüßt, in der Hoffnung, dass das Judentum in Frankreich auf diese Weise einen ähnlichen Status wie die katholische Kirche im Konkordat von 1801 und die Protestanten in den „organischen Artikeln“ von 1802 erhalten würde. Napoleon selbst war bestrebt, ein Mittel zur Kontrolle der jüdischen Gemeinde zur Verfügung zu haben und gleichzeitig die Juden als Bürger in seine französische Gesellschaft zu integrieren. Die Statuten des Konsistoriums wurden durch kaiserlichen Erlass am 17. März 1808 in Kraft gesetzt. Von jüdischer Seite wurde der Erlass bald als „Décret infame“ (wörtlich: das schändliche Dekret) bezeichnet, insofern es wieder diskriminierende Vorschriften für Juden einführte und das napoleonische Frankreich damit einen Rückschritt gegenüber früheren emanzipierenden Gesetzen vollzog.
Seine Judenbehandlung wurde von der Russisch-Orthodoxen Kirche dagegen als Bevorzugung und er selbst gar als „Antichrist und Feind Gottes“ klassifiziert.

### Bevölkerungsentwicklung
In die Zeit des Kaiserreichs fielen fundamentale demografische Veränderungen. Ein Kennzeichen dafür war das enorme Wachstum der Bevölkerung. Durch die zögerlich beginnende Industrialisierung Frankreichs wuchs die französischsprachige Bevölkerung von 28 Mio. (1800) auf rund 30 Mio. (1815). Aber auch die Bevölkerung in den annektierten Gebieten wuchs aufgrund des relativ hohen Lebensstandards. Durch die Eingliederung verschiedener Großstädte wie Brüssel mit 72.280 Einwohnern, Amsterdam mit 220.000 Einwohnern, Hamburg mit 150.000 Einwohnern, Aachen, Genf, Turin oder Rom zeichnete sich eine Binnenwanderung ab, in der überwiegend Franzosen aus den ländlichen Gebieten in diese Städte umzogen.

## Wirtschaft
Während der Französischen Revolution war die Wirtschaftsleistung Frankreichs gegenüber dem Ancien Régime massiv zurückgegangen. Sie erreichte 1800 nur 60 Prozent des Standes von 1789. In den folgenden zehn Jahren, die zum Großteil in die Zeit des Kaiserreiches fielen, setzte eine starke wirtschaftliche Belebung ein. Allerdings kam es anders als in England nicht zum Durchbruch einer industriellen Revolution. Starke Investitionen wurden insbesondere in der Baumwollverarbeitung getätigt. Dort kam es auch teilweise schon zu einer Mechanisierung der Produktion. Die ökonomischen Schwerpunkte verlagerten sich in dieser Zeit weg von den Hafenstädten, die besonders stark von den Seeblockaden betroffen waren, hin zu Bereichen um Paris, Straßburg oder Lyon. Im innerfranzösischen Vergleich war die wirtschaftliche Entwicklung im Süden schwächer als im Norden. Insgesamt stagnierte die Entwicklung im Agrarsektor, während der Überseehandel als Folge der Kriege stark beschnitten wurde.
Die seit 1806 von Napoleon verhängte Kontinentalsperre hatte massive Auswirkungen auf die Wirtschaft des Kaiserreichs und der abhängigen Staaten. Einige Wirtschaftszweige, etwa in der Textilproduktion, profitierten vom Ausschluss der englischen Konkurrenz. Aber insbesondere die Handelsstädte spürten einen starken Rückgang des Handels. Auch die teilweise exportorientierte Landwirtschaft litt unter dem Ausfall des englischen Marktes. Viele Importwaren wurden knapp. Darunter waren die aus Übersee bezogenen Kolonialwaren, aber auch die für die Textilindustrie notwendige Baumwolle. Im Jahr 1810 wurde daher zeitweise ein Lizenzsystem eingeführt. Es erlaubte französischen Reedern, Waren auszuführen, wenn im gleichen Wert notwendige Kolonialwaren und andere Importgüter eingeführt würden. Den von Frankreich abhängigen Staaten wurde selbst dieser begrenzte Handelsverkehr allerdings weiter untersagt. Diese Maßnahme reichte im Übrigen nicht aus, um die negativen Auswirkungen der Sperre zu kompensieren. Im Jahr 1810 kam es zu einer schweren Finanzkrise. Sie führte zur Schließung vieler Betriebe. Ein Jahr später kam es zu schweren Ernteausfällen, in deren Folge der Brotpreis stark anstieg. In Paris wurden die Preise künstlich niedrig gehalten,  aber in anderen Städten, wo dies nicht der Fall war, kam es zu Teuerungsunruhen. Aufs Ganze gesehen, blieb jedoch die Unterstützung des Systems durch die unteren Schichten der Bevölkerung weitgehend stabil, nur das Wirtschaftsbürgertum und Teile des neuen Adels, die beide bislang am stärksten von Napoleons Politik profitiert hatten, wandten sich ab.

## Kolonien

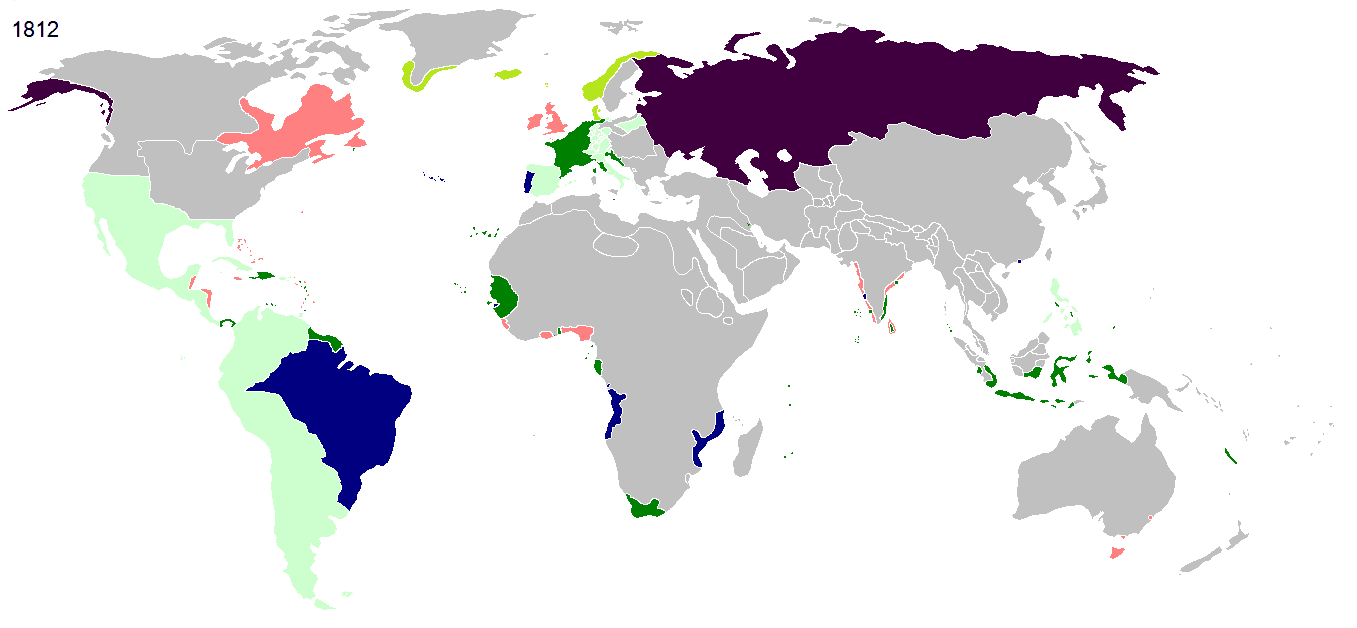
Französische Kolonien (dunkelgrün) und abhängige Gebiete (hellgrün) um 1812

Obwohl Napoleon mit seinem Kontinentalsystem vor allem die politische und wirtschaftliche Vorherrschaft in Europa anstrebte, sollte das Kaiserreich aber auch eine starke Stellung des Kontinents bei der Versorgung mit überseeischen Produkten erreichen. Dazu bedurfte es auch eines entsprechenden Kolonialbesitzes. Nach dem Frieden von Amiens (1802) war das französische Kolonialreich deutlich größer, als es 1789 gewesen war. Das Land erhielt die von den Engländern besetzten Kolonien zurück. Von Spanien erhielt es 1801 Louisiana. François-Dominique Toussaint L’Ouverture besetzte den spanischen Teil der Insel Hispaniola, allerdings führte der Versuch Napoleons, die Sklaverei wieder einzuführen, zum Aufstand und zum Verlust der gesamten Insel. Auch sein Plan, ein großes Kolonialreich im amerikanischen Raum zu gründen, scheiterte. Louisiana wurde daher 1803 im Louisiana Purchase an die Vereinigten Staaten verkauft. Weitere Besitzungen gingen in den folgenden Jahren verloren. Erfolgreicher war nach der Annäherung an das Osmanische Reich (Franko-Osmanische Allianz) und Persien (Franko-Persische Allianz) der Handel mit dem Orient. Mit der Annexion des Königreichs Holland 1810, das bis dahin von seinem Bruder Louis Bonaparte regiert worden war, erreichte das französische Kolonialreich unter Napoleon einen Höhepunkt. Zahlreiche Kolonien wie Niederländisch-Indien, Teile Ceylons und die Kapkolonie gerieten unter französische Herrschaft, wobei einige Kolonien bereits zuvor von Großbritannien besetzt worden waren. Die Kolonien gehörten laut napoleonischer Auffassung zum französischen Mutterland und ließen das Staatsgebiet auf rund 2.500.000 km² anwachsen.
Veränderungen in den französischen Kolonien zur Zeit Napoleons:
- Ägypten (1798 bis 1801, siehe Ägyptische Expedition)
- Basra (1810 annektiert, 1815 an das Osmanische Reich verloren)
- Teile Benins (um 1805 annektiert)
- Ceylon (1810 annektiert, 1815 an Großbritannien verloren)
- France Équinoxiale (1801 bis 1802/1809, heute Französisch-Guayana)
- Französische Antillen (heute Überseedépartement)
- Teile Gabuns (um 1805 annektiert, später vergrößert)
- Louisiana (1800 von Spanien, 1803 an die Vereinigten Staaten verkauft)
- Teile der Koromandelküste (1810 annektiert, 1815 an Großbritannien verloren)
- Malediven (1810 annektiert, 1814 an Großbritannien verloren)
- Mauritius (1810 Teile von Großbritannien besetzt, 1812 endgültig an Großbritannien verloren)
- Teile Neukaledoniens, (heute Überseedépartement)
- Niederländisch-Guayana (1810 annektiert und mit Französisch-Guyana vereinigt, 1815 zwischen Großbritannien und den Niederlanden aufgeteilt)
- Niederländisch-Indien (1810 annektiert, 1814 an die Niederlande verloren)
- Kapkolonie (1810 annektiert, Teile wurden bereits 1803 von Großbritannien besetzt und die Kolonie wurde 1814 endgültig an Großbritannien verloren)
- Saint-Domingue (von 1804 bis 1812 besetzt, Westteil wurde de facto 1804 als Haiti unabhängig, Ostteil ab 1812 spanisch)
- Saint-Pierre und Miquelon (1814 von Großbritannien Frankreich zugesprochen, Übergabe 1816)
- Senegal (um 1800 annektiert, bis 1812 stark vergrößert)
- St. Lucia (1814 an Großbritannien verloren)
- Seychellen (1811 an Großbritannien verloren)
- Tobago (1814 an Großbritannien verloren)

### Hilfsmittel
Bibliographien
- Leigh Ann Whaley: The impact of Napoleon, 1800–1815: an annotated bibliography. Lanham (Md.) u. a. 1997.
- Jean Tulard: Nouvelle bibliographie critique des mémoires sur l’époque napoléonienne écrits ou traduits en français. Genève 1991.

Nachschlagewerke
- Jacques-Olivier Boudon: Les élites religieuses à l’époque de Napoléon. Dictionnaire des évèques et vicaires généraux du Premier Empire. Paris 2002, ISBN 2-84736-008-5.
- Jean Tulard (Hrsg.): Dictionnaire Napoléon. 2., durchges. u. erw. Aufl., Paris 2001, ISBN 2-213-60485-1.
- Georges Six: Dictionnaire biographique des généraux & amiraux français de la Révolution et de l’Empire: 1792–1814. 2 Bände, Nachdr. der Ausg. Paris 1934, Paris 1999, ISBN 2-901541-06-2.

Atlanten
- François de Dainville, Jean Tulard (Hrsg.): Atlas administratif de l’Empire français: d’après l’atlas rédigé par ordre du duc de Feltre en 1812. Genève u. a. 1973.

### Darstellungen
- Thierry Lentz: Nouvelle histoire du premier Empire. 2 Bände, Paris 2002–2004, ISBN 2-213-61387-7 und ISBN 2-213-61944-1.
- Jacques-Olivier Boudon: Le Consulat et de l’Empire. Paris 2001, ISBN 2-262-01254-7.
- David G. Chandler The Campaigns of Napoleon. Simon & Schuster, New York 1995, ISBN 0-02-523660-1.
- Louis Bergeron: France Under Napoleon. Princeton 1981, ISBN 0-691-00789-6.